# 4. April
Der 4. April ist der 94. Tag des gregorianischen Kalenders (der 95. in Schaltjahren), somit bleiben 271 Tage bis zum Jahresende.

## Ereignisse

### Politik und Weltgeschehen

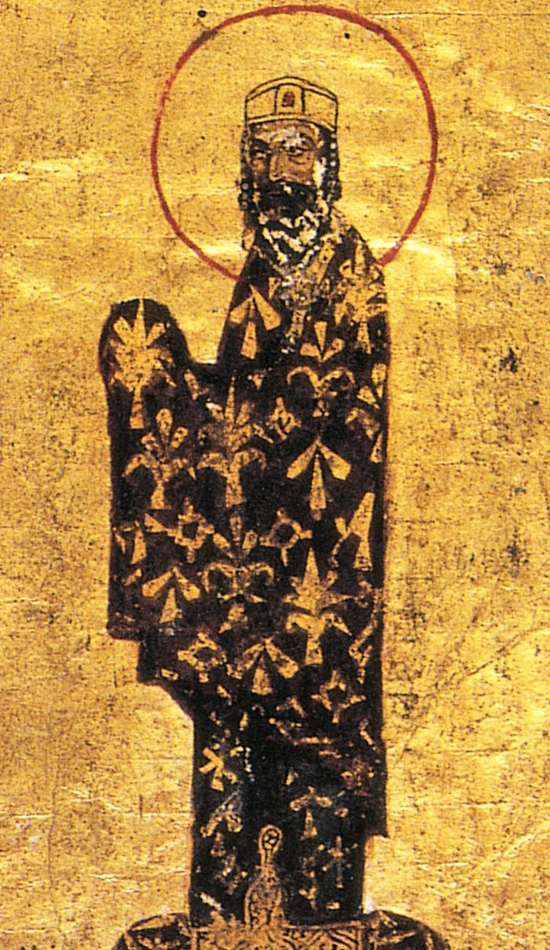
1081: Alexios I. Komnenos

- 1081: Alexios I. Komnenos wird von Patriarch Kosmas I. zum Kaiser des Byzantinischen Reichs gekrönt, nachdem er als Feldherr zuvor Nikephoros III. entthront hat.
- 1251: Mechthild von Baden heiratet Ulrich I., Graf von Württemberg. Die Hochzeit ist für die territoriale Entwicklung Württembergs und Badens von großer Bedeutung. Unter anderem kommt die spätere Hauptstadt Stuttgart zu Württemberg.
- 1297: Papst Bonifatius VIII. belehnt König Jakob II. von Aragón mit den Inseln Sardinien und Korsika.
- 1313: Adolf von der Mark wird von Papst Clemens V. zum Fürstbischof von Lüttich ernannt.
- 1408: Im Konstanzer Schiedsspruch, dem sich Appenzell nach der Niederlage in der Schlacht bei Bregenz unterworfen hat, löst König Ruprecht I. den während der Appenzellerkriege entstandenen Bund ob dem See auf.

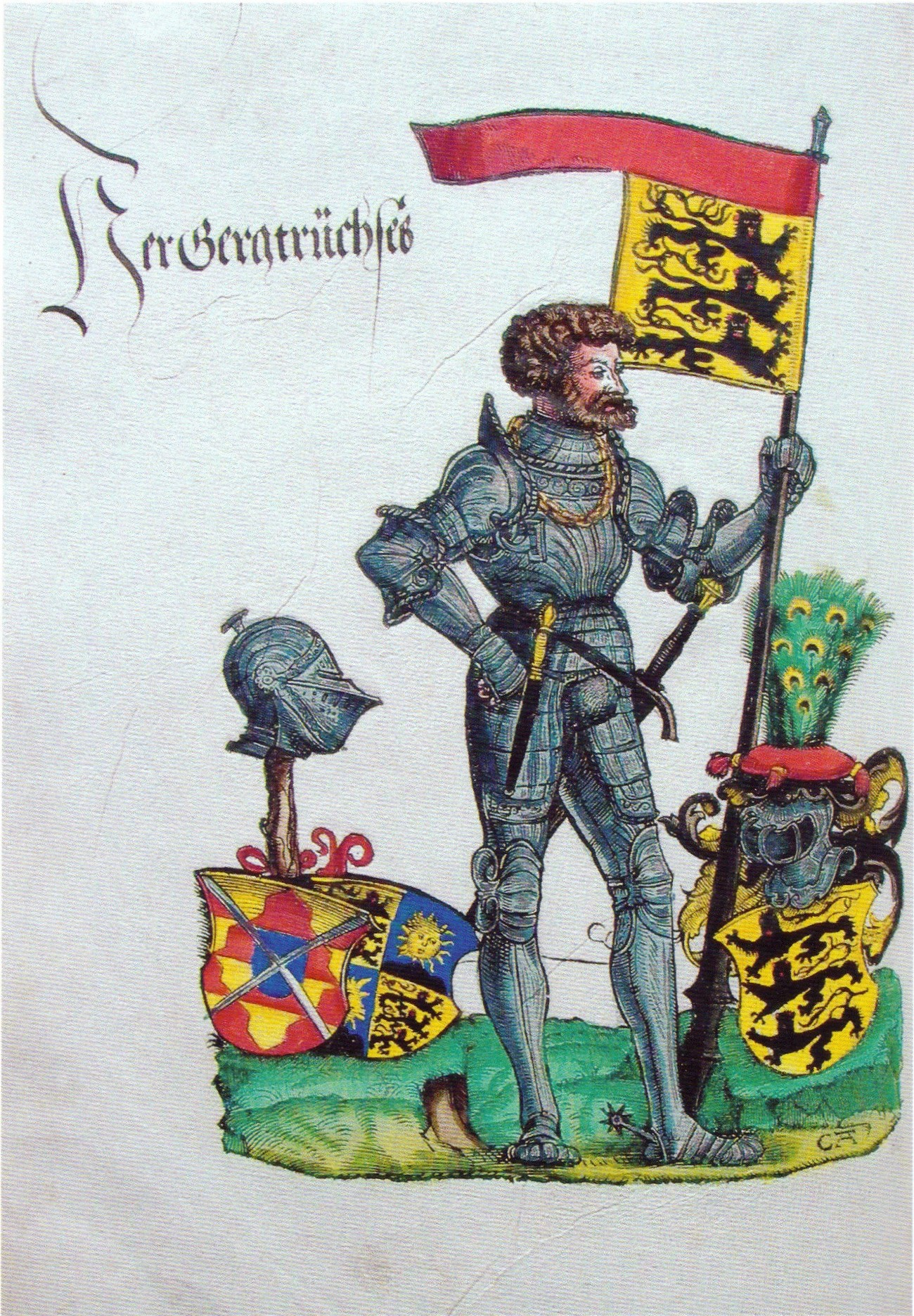
1525: Georg Truchsess von Waldburg-Zeil

- 1525: Bei Leipheim wird der Leipheimer Haufen, der sich im Deutschen Bauernkrieg gegen die Stadt Ulm erhoben hat, von einem Landsknechtsheer des Schwäbischen Bundes unter Führung von Georg von Waldburg-Zeil zerschlagen.
- 1558: Zar Iwan IV. überträgt dem Pelzhändler Anikita Stroganow das Land an der Kama in Sibirien und ihren Nebenflüssen zur Nutzung.
- 1581: Francis Drake wird im Auftrag von Elisabeth I. vom französischen Botschafter Monsieur de Marchaumont an Bord der Golden Hinde in Deptford für seine Verdienste insbesondere während seiner Weltumsegelung und seine Loyalität gegenüber der englischen Krone zum Ritter geschlagen.
- 1585: Eine von den Spaniern unter Alessandro Farnese über die Schelde geschlagene Brücke wird bei der Belagerung von Antwerpen durch Sprengschiffe des Italieners Federigo Giambelli vollständig zerstört.
- 1794: In der Schlacht bei Racławice besiegen polnische Truppen während des Kościuszko-Aufstands zahlenmäßig unterlegene aber besser ausgerüstete russische Streitkräfte.

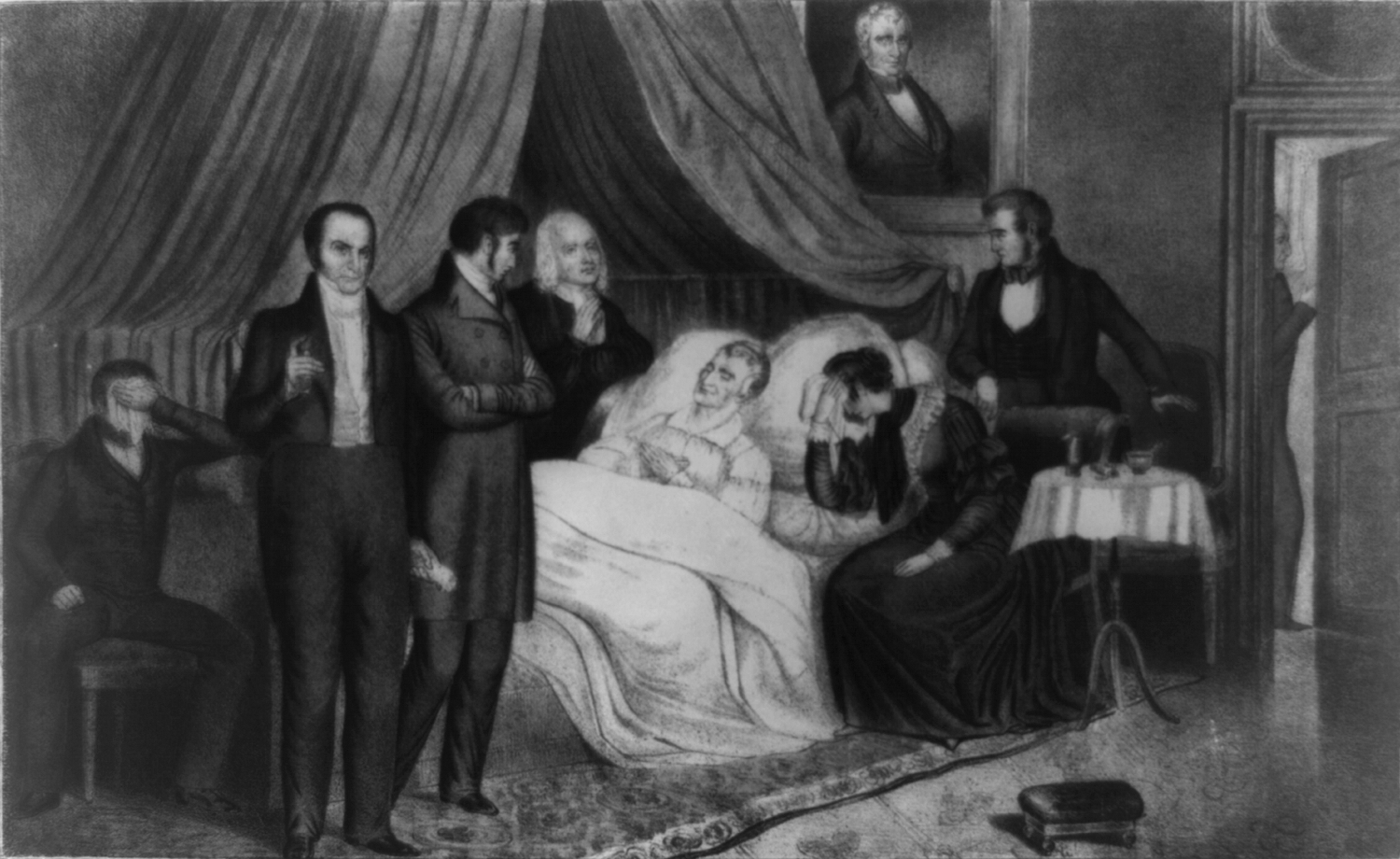
1841: Präsident Harrison auf dem Sterbebett

- 1841: Nur 31 Tage nach seiner Amtseinführung stirbt US-Präsident William H. Harrison an den Folgen einer Lungenentzündung. Er ist damit der US-Präsident mit der bislang kürzesten Amtszeit und der erste, der im Amt stirbt.

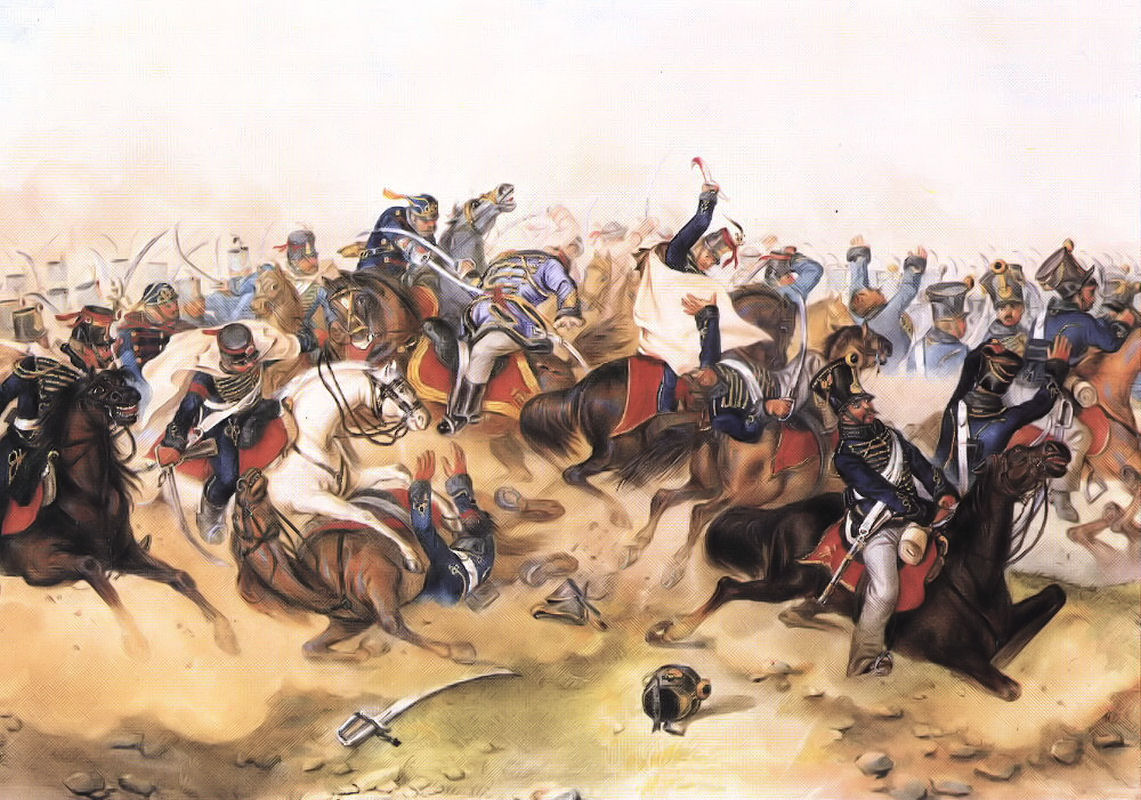
1849: Schlacht bei Tápióbicske

- 1849: Im ungarischen Unabhängigkeitskrieg gehen die Rebellen aus der Schlacht bei Tápióbicske gegen die österreichischen Truppen siegreich hervor.
- 1850: Kurz vor der Aufnahme von Kalifornien als Staat in die Vereinigten Staaten erhält die südkalifornische Ortschaft Los Angeles mit 1.600 Einwohnern das US-Stadtrecht.
- 1860: In Palermo auf Sizilien bricht ein Volksaufstand gegen die Herrschaft von Franz II. aus. Dieser wird zwar rasch niedergeschlagen, breitet sich aber rasch über das gesamte Königreich beider Sizilien aus, sodass Giuseppe Garibaldi mit dem Zug der Tausend das Königreich einen Monat später fast ohne Gegenwehr einnehmen und damit den Risorgimento vorantreiben kann.
- 1866: Im Sommergartens in Sankt Petersburg verübt Dmitri Wladimirowitsch Karakosow ein Attentat auf Zar Alexander II., das am Eingreifen des Hutmacherlehrlings Ossip Iwanowitsch Komissarow scheitert.

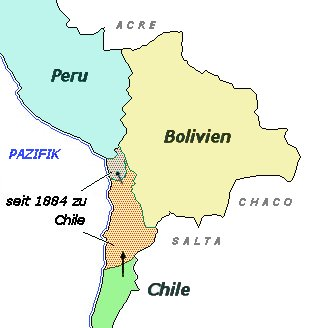
1884: Landgewinn Chiles

- 1884: Chile und Bolivien schließen im Salpeterkrieg ein unbefristetes Waffenstillstandsabkommen im Vertrag von Valparaíso. Die Küstenprovinz mit Antofagasta als Hauptstadt fällt an das Nachbarland. Bolivien wird ein Binnenstaat.
- 1900: Der belgische Sozialist Jean-Baptiste Sipido verübt als Protest gegen den Burenkrieg auf dem Brüsseler Hauptbahnhof auf Albert Eduard, Prince of Wales, ein Schussattentat, das jedoch misslingt.
- 1925: Im Auftrag von Adolf Hitler gründet Julius Schreck einen Saal-Schutz (S.S.) für Veranstaltungen der NSDAP, der später den Namen Schutzstaffel erhält. Diese paramilitärische Organisation besteht vorläufig nur aus acht Mann, wird jedoch rasch ausgebaut.
- 1929: Der „Prälat ohne Milde“, Bundeskanzler Ignaz Seipel tritt in Österreich nach Revolten der Sozialisten zurück.
- 1932: Alfons Paoli Schwartz kehrt als letzter deutscher Kriegsgefangener des Ersten Weltkriegs aus Französisch-Guayana zurück.
- 1933: Das Berliner Tageblatt veröffentlicht den als Frontschwein-Artikel in die deutsche Pressegeschichte eingegangenen Leitartikel, mit welchem sich das Blatt als erste Zeitung selbst gleichschaltet.

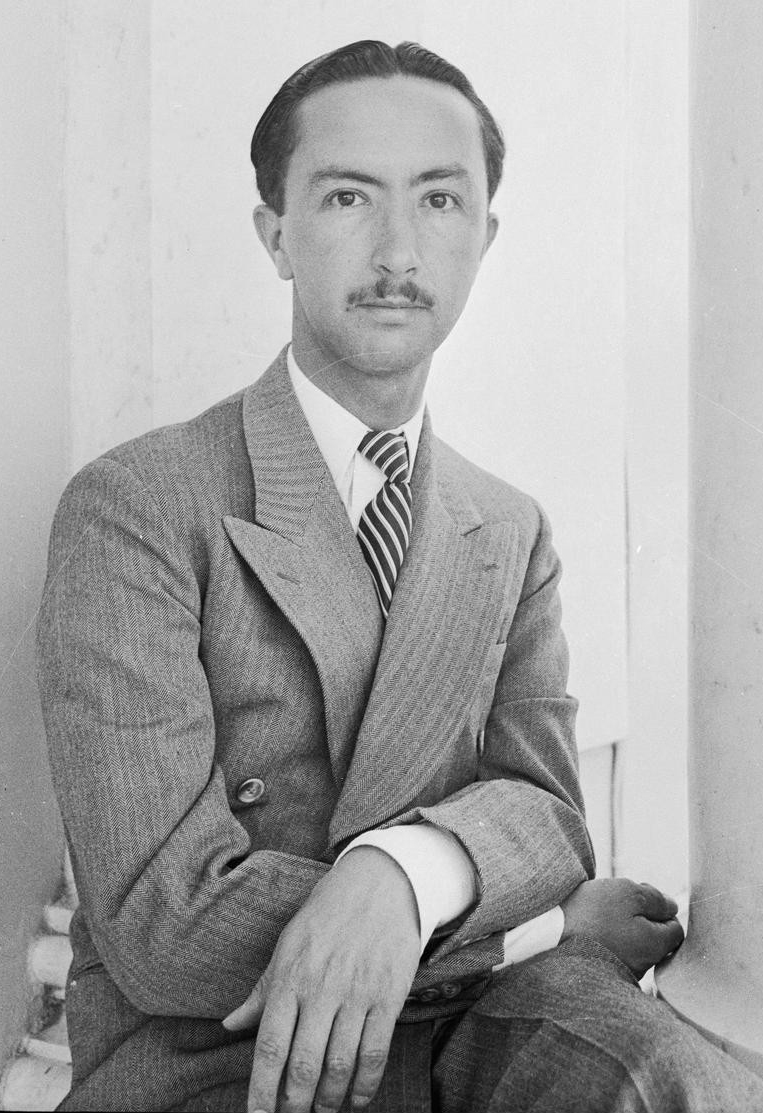
1939: Abd ul-Ilah

- 1939: Ghazi I., König des Irak, stirbt. Da sein Sohn Faisal II. noch minderjährig ist, übernimmt dessen Onkel Abd ul-Ilah die Regentschaft.
- 1941: Die libysche Stadt Bengasi wird im Zweiten Weltkrieg von deutsch-italienischen Panzereinheiten beim Afrikafeldzug eingenommen.
- 1945: Für Ungarn enden mit der vollständigen Besetzung durch sowjetische Truppen die Kampfhandlungen im Zweiten Weltkrieg. Ungarische Einheiten kämpfen an anderen Fronten teilweise allerdings noch weiter.
- 1945: Die thüringische Stadt Nordhausen wird bei einem britischen Bombenangriff zu drei Viertel zerstört. Über 8.800 Menschen kommen dabei ums Leben.
- 1945: Die Dritte Tschechoslowakische Republik wird gegründet.
- 1949: Mit dem Abschluss des Nordatlantikvertrags in Washington, D.C., gründen die USA, Kanada, Großbritannien, Frankreich, Belgien, die Niederlande, Luxemburg, Italien, Portugal, Dänemark, Norwegen und Island die NATO.

1958: Das Peace-Zeichen

- 1958: Britische Atomwaffengegner unter der Führung der Organisation Campaign for Nuclear Disarmament starten in London den ersten Ostermarsch, den Aldermaston March zur Rüstungsfabrik in Aldermaston. Dabei hat das von Gerald Holtom entworfene Friedenszeichen seinen ersten Auftritt.

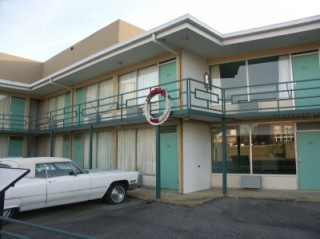
1968: Tatort Lorraine Motel

- 1968: Im Lorraine Motel in Memphis, Tennessee, wird ein Attentat auf Martin Luther King verübt. Der Tod Martin Luther Kings führt in der Folge zu landesweiten Aufständen in den USA. Zwei Monate später wird James Earl Ray als mutmaßlicher Täter verhaftet.
- 1979: Der ehemalige pakistanische Premierminister Zulfikar Ali Bhutto wird trotz internationaler Proteste wegen angeblicher Anstiftung zur Ermordung eines Oppositionspolitikers während seiner Amtszeit hingerichtet.
- 1990: Belgiens König Baudouin lässt sich vom Parlament für zwei Tage für amtsunfähig erklären, da er ein Gesetz zur Liberalisierung des Schwangerschaftsabbruchs nicht unterzeichnen will.
- 1991: Nach seinem Wahlsieg über den ehemaligen Diktator Mathieu Kérékou im März tritt Nicéphore Dieudonné Soglo sein Amt als Benins erster frei gewählter Präsident an.
- 2001: In Berlin wird von der deutschen Bundesregierung der Rat für Nachhaltige Entwicklung zur dauernden Beratung in Fragen der Nachhaltigkeit und der Nachhaltigkeitsstrategie eingesetzt.
- 2002: Die Rebellenorganisation UNITA schließt nach dem Tod ihres Anführers Jonas Savimbi mit den Regierungsstreitkräften Angolas ein Waffenstillstandsabkommen, mit dem der seit 1975 währende Bürgerkrieg in Angola beendet wird.
- 2003: US-amerikanische Truppen beginnen im Irakkrieg mit der Bombardierung der irakischen Hauptstadt Bagdad als Vorbereitung auf die Eroberung der Stadt.

2005: Logo des BZÖ

- 2005: In Österreich geben ranghohe Mitglieder der Regierungspartei FPÖ ihre Abspaltung als Bündnis Zukunft Österreich bekannt. Das BZÖ wird die erste österreichische Partei, die ohne zuvor an Wahlen teilgenommen zu haben, an einer Regierung beteiligt ist, der Bundesregierung Schüssel II.
- 2005: Der bereits am 24. März im Zuge der Tulpenrevolution abgesetzte und geflüchtete Askar Akajew gibt in Moskau seinen Rücktritt als Präsident Kirgisistans bekannt.
- 2017: Giftgasangriff von Chan Schaichun
- 2023: Finnland wird Mitglied der NATO, nachdem die Türkei als letzter Mitgliedsstaat dem Beitrittsgesuch, welches das Land nach Beginn des russischen Angriffskriegs auf die Ukraine gestellt hatte, zugestimmt hat.

### Wirtschaft
- 1847: Das Münchner Hauptbahnhofsgebäude brennt bei einem Großbrand nieder.

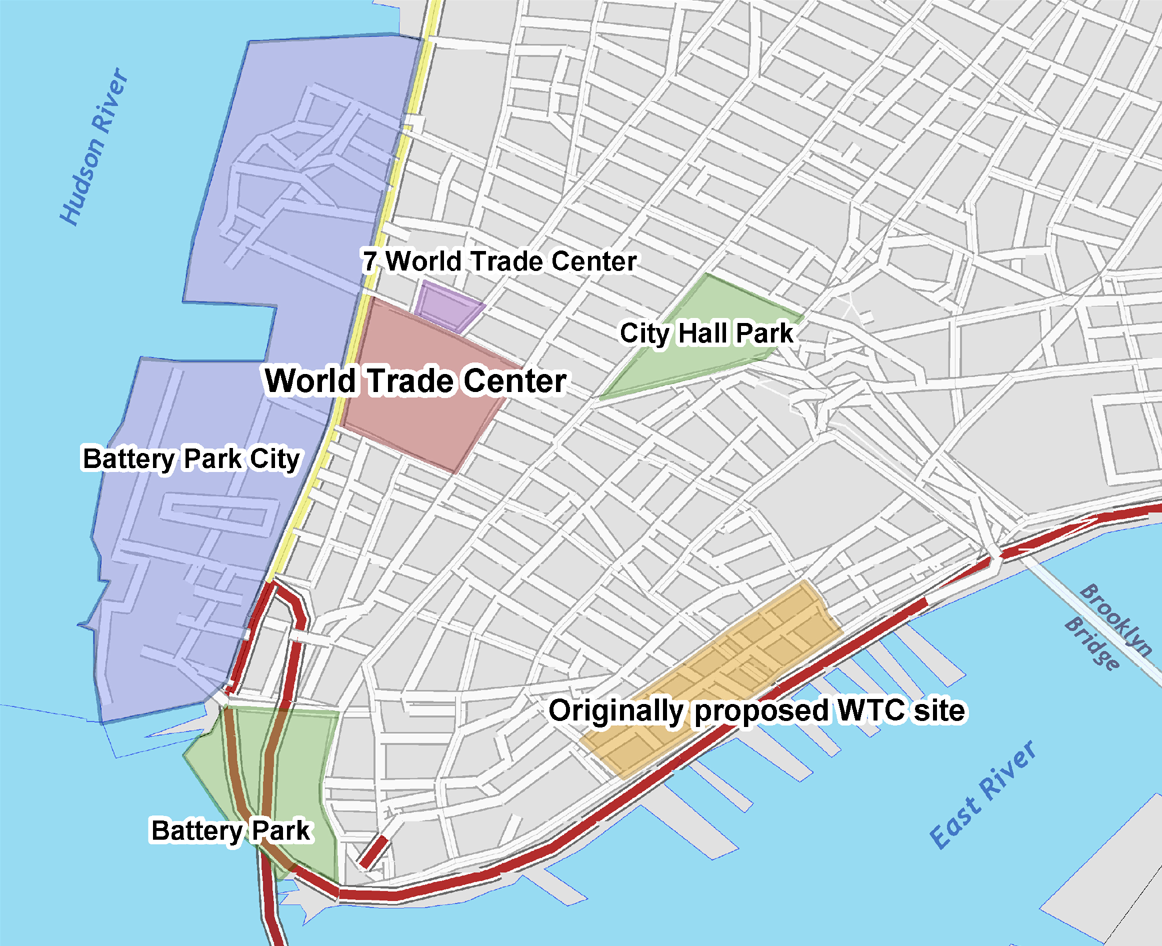
Lage des WTC in Manhattan

- 1973: Die Zwillingstürme (WTC 1 und 2) des von Minoru Yamasaki geplanten World Trade Centers (1973–2001) in New York City werden öffentlich eingeweiht und somit bis zum 11. September 2001 als Bürokomplexe und Wahrzeichen New Yorks gehalten.
- 1975: Bill Gates und Paul Allen gründen in Albuquerque, New Mexico, ein Softwareunternehmen, das später unter dem Namen Microsoft einer der weltweit größten multinationalen Konzerne wird.
- 1994: Marc Andreessen und James H. Clark gründen das Softwareunternehmen Mosaic Communications Corporation.

### Wissenschaft und Technik

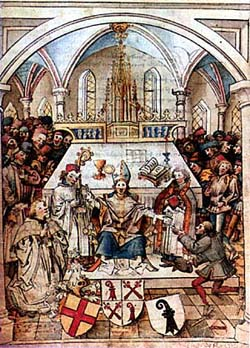
1460: Eröffnungsfeier in Basel

- 1460: Die Universität Basel, von Papst Pius II. gegründet, wird feierlich eröffnet. Sie ist damit die älteste Hochschule in der Schweiz.
- 1940: Die finnische Astronomin Liisi Oterma entdeckt den Asteroiden Kalm.

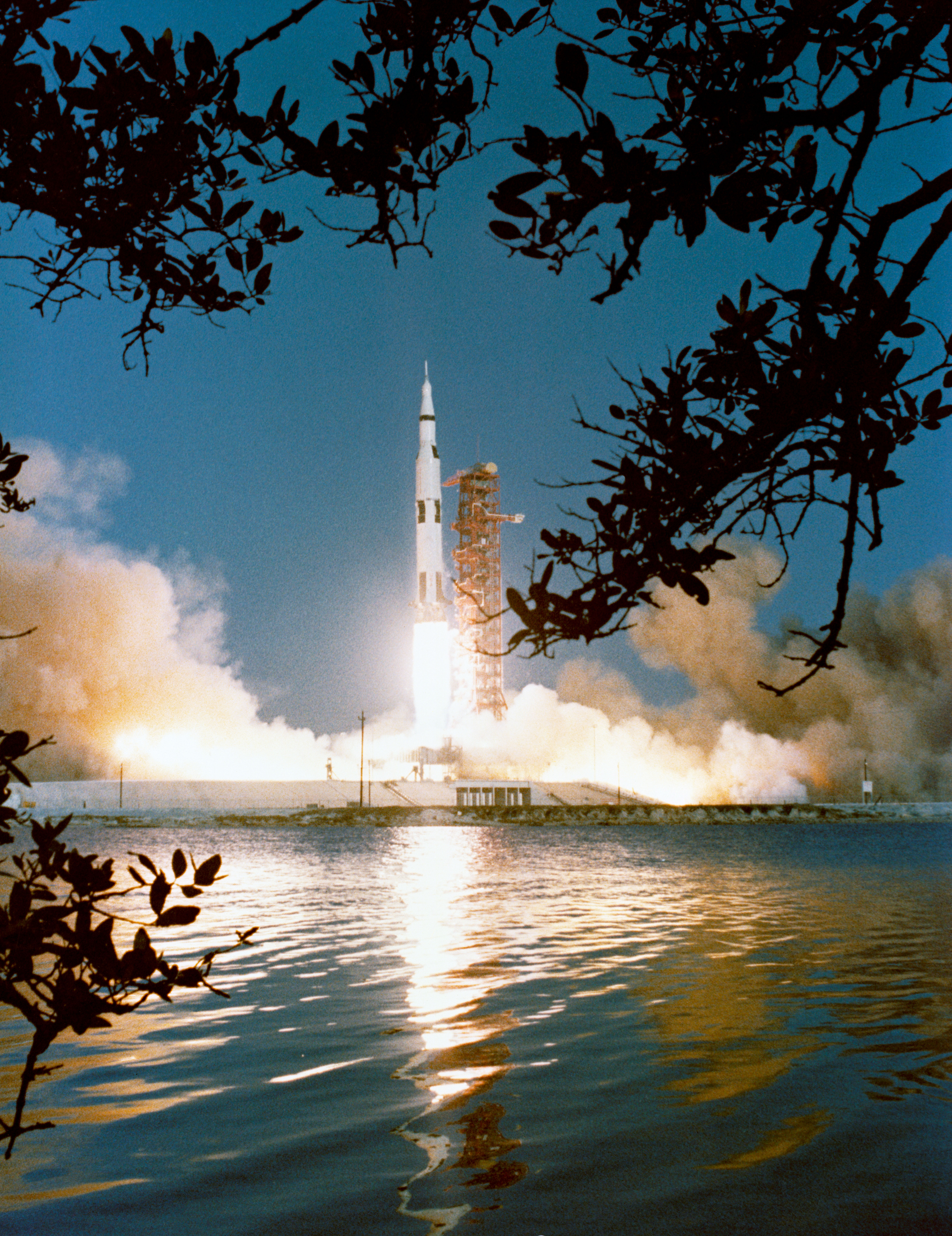
1968: Start von Apollo 6

- 1968: Mit Apollo 6 wird letztmals im Rahmen des Apollo-Programms eine unbemannte Saturn V-Rakete vom Kennedy Space Center in Florida aus gestartet, um die Konfiguration für einen bemannten Flug zum Mond zu testen.
- 1983: Das Space Shuttle Challenger startet im Rahmen der Mission STS-6 zu seinem Jungfernflug ins Weltall. An Bord befinden sich die Astronauten Paul J. Weitz, Karol J. Bobko, Donald H. Peterson und Story Musgrave.
- 1997: Die Biomedizinkonvention zum Schutz der Würde des Menschen bei Anwendung von Biologie und Medizin wird im spanischen Oviedo den Mitgliedsstaaten des Europarates zur Unterzeichnung vorgelegt.

### Kultur
- 1717: Die Oper Tito Manlio von Attilio Ariosti hat ihre Uraufführung am King’s Theatre in London.

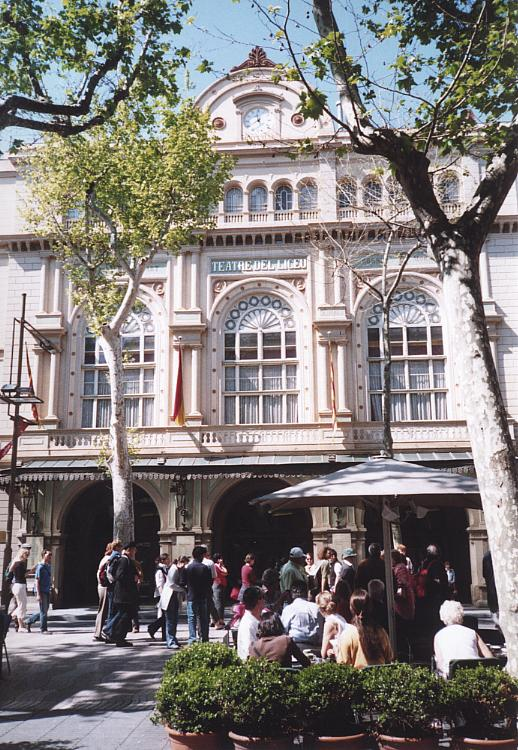
1847: Gran Teatre del Liceu

- 1847: In Barcelona wird das Gran Teatre del Liceu eröffnet, nach dem Teatro alla Scala in Mailand das zweitgrößte Opernhaus der Welt.
- 1854: Der ursprünglich nicht für die Bühne konzipierte Faust. Der Tragödie zweiter Teil von Johann Wolfgang von Goethe wird in Hamburg uraufgeführt.
- 1859: Die Oper Dinorah ou Le pardon de Ploërmel von Giacomo Meyerbeer wird an der Opéra-Comique in Paris uraufgeführt.
- 1875: Bedřich Smetanas Die Moldau (Vltava) wird in Prag uraufgeführt.
- 1892: Als Abspaltung von der Münchner Künstlergenossenschaft bildet sich die Künstlervereinigung Münchener Secession.
- 1896: Die erste Ausgabe der satirischen Wochenzeitschrift Simplicissimus erscheint. Zwar werden von der Erstausgabe nur rund 1000 Stück verkauft, die Beliebtheit der Zeitschrift steigt aber bald rapide an.
- 1941: Ohm Krüger, ein NS-Propagandafilm, wird im Berliner Ufa-Palast am Zoo uraufgeführt.
- 1960: Der US-amerikanische Spielfilm Ben Hur, Regie William Wyler, wird bei der von der Academy of Motion Picture Arts and Sciences veranstalteten Oscarverleihung 1960 mit elf Academy Awards ausgezeichnet. Bernhard Grzimeks Film Serengeti darf nicht sterben erhält einen Oscar als Bester Dokumentarfilm.
- 1963: Das Kriminalmuseum öffnet im frisch gegründeten ZDF als dessen erste Krimiserie.
- 1964: The Beatles belegen mit ihren Singles Can’t Buy Me Love, Twist and Shout, She Loves You, I Want to Hold Your Hand und Please Please Me die ersten fünf Plätze der US-amerikanischen Single-Hitparade. Dieses seitdem nie wieder erreichte Ereignis gilt als Höhepunkt der „British Invasion“.
- 1972: Der WDR strahlt die erste Folge der Hörfunksendereihe ZeitZeichen aus, in deren Mittelpunkt historische Ereignisse stehen.
- 1981: Die britische Pop-Band Bucks Fizz gewinnt mit Making Your Mind Up den Eurovision Song Contest.
- 1990: Die erste Sendung des Reportagemagazins stern TV, moderiert von Günther Jauch, wird auf dem Privatsender RTL live übertragen.
- 1996: Die britische Pop-Band Take That spielt ihr letztes Konzert vor ihrer Trennung.
- 2014: Der deutsche Choreograph und Tänzer Jörg Weinöhl wird zum Ballettdirektor der Oper Graz ab der Spielzeit 2015/2016 ernannt.

### Gesellschaft
- 1775: In Kempten (Allgäu) steht Anna Maria Schwegelin als Angeklagte im letzten deutschen Hexenprozess vor Gericht. Das Todesurteil wegen Hexerei wird jedoch nie vollstreckt.

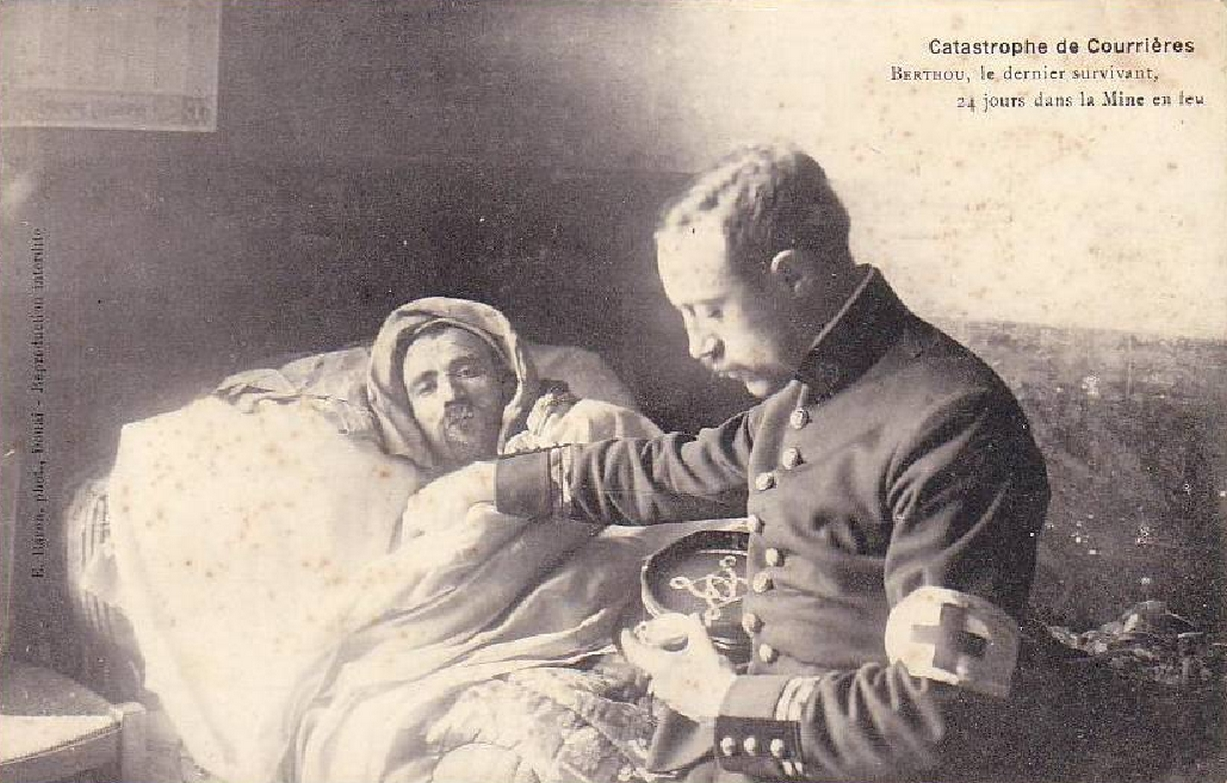
1906: Der gerettete Bergmann Auguste Berton

- 1887: Mit Susanna M. Salter wird erstmals eine Frau Bürgermeisterin einer US-amerikanischen Stadt.
- 1906: 24 Tage nach dem großen Grubenunglück von Courrières wird der letzte Überlebende, Auguste Berton, gerettet.
- 1993: Aus der Justizvollzugsanstalt Schwalmstadt wird ein Häftling von seinem Freund mit Hilfe eines aus einer Kaserne entwendeten Fuchs-Panzers, der vier Gefängnistore durchbricht, befreit.

### Religion
- 1835: Gründungstag der Vereinigung des Katholischen Apostolates: von Vincenzo Pallotti gegründet, wurde sie an diesem Tag vom Carlo Odescalchi, dem Kardinalvikar von Rom, anerkannt.
- 2003: Voodoo wird in Haiti offiziell als Religion anerkannt. Der Priesterschaft stehen die gleichen Rechte zu wie den Geistlichen der römisch-katholischen Kirche bei Taufen, Trauungen und Begräbnissen.

### Katastrophen
- 1905: Einem Erdbeben der Stärke 7,8 auf der Richterskala im indischen Kangra fallen rund 19.000 Menschen zum Opfer.

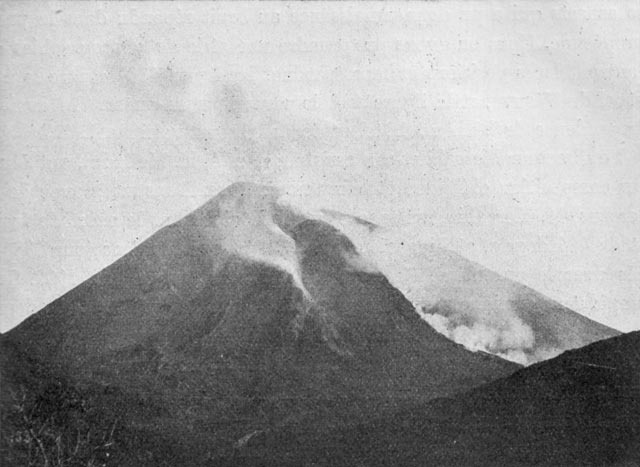
1906: Der Vesuv kurz vor dem Ausbruch

- 1906: Nachdem er schon fast ein Jahr lang Zeichen von Aktivität gezeigt hat, bricht der Vesuv aus. Der Vulkanausbruch, der bis zum 22. April dauert und seinen Höhepunkt am 8. April hat, ist der schwerste seit 1631 und kostet über 100 Menschen das Leben.
- 1917: Bei Cap d’Antibes an der Côte d’Azur wird der britische Passagierdampfer City of Paris von dem deutschen U-Boot UC 35 versenkt. Alle 122 Menschen an Bord kommen ums Leben.

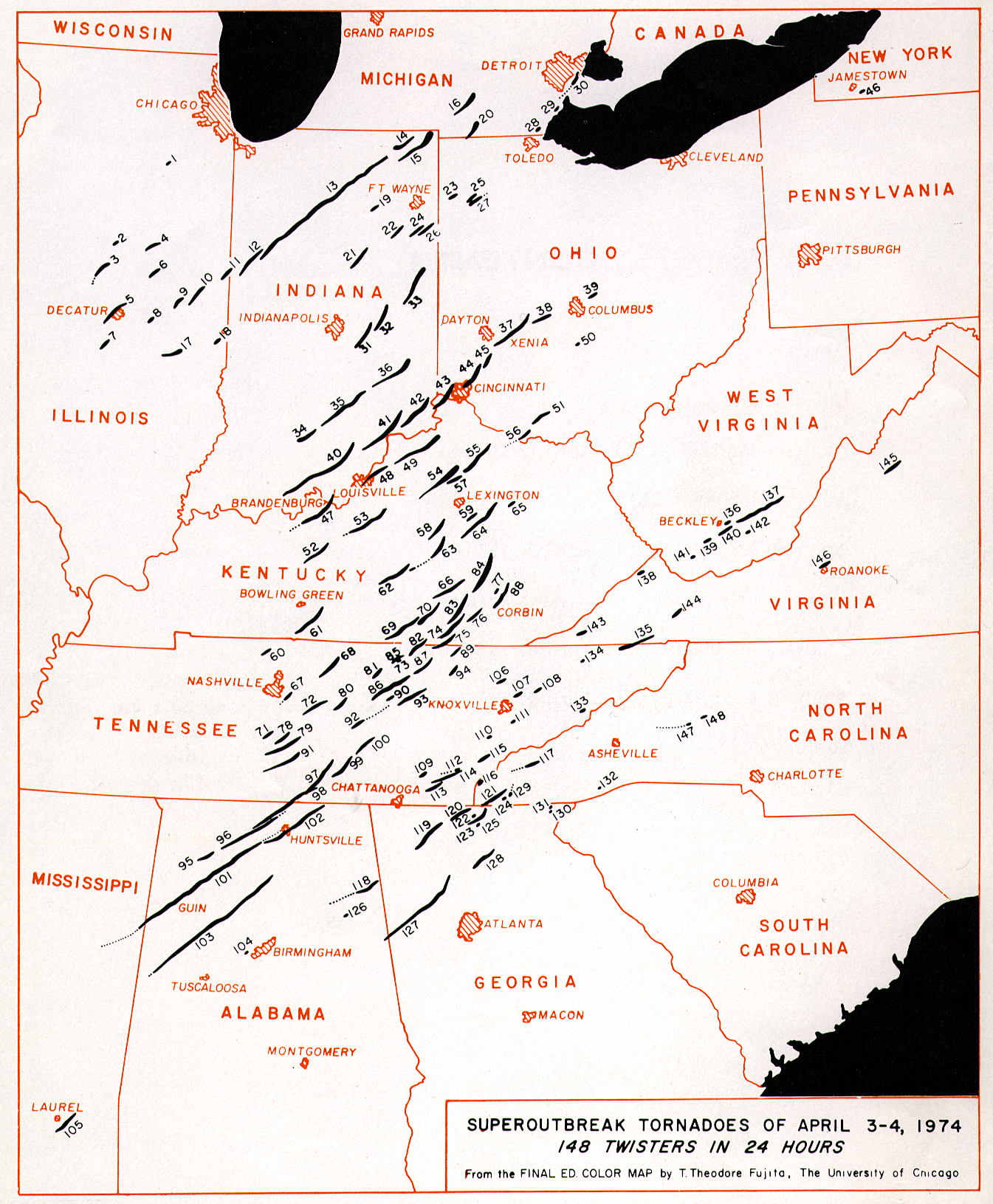
1974: Super Outbreak

- 1974: Beim Super Outbreak wüten am Vortag und heute insgesamt 148 Tornados durch 13 US-Bundesstaaten im Süden und Mittleren Westen. Die Wirbelstürme fordern 315 Menschenleben und etwa 600 Millionen US-Dollar an Sachschäden.
- 1975: In Saigon sterben kurz nach dem Start 172 von 328 Menschen – die meisten Opfer sind vietnamesische Kinder – beim Absturz einer Lockheed C-5A Galaxy der United States Air Force.
- 1998: Ein durch starke Regenfälle ausgelöster Erdrutsch im Südwesten des Iran tötet etwa 120 Menschen.
- 2021: Über 200 Menschen sterben bei Überschwemmungen in Indonesien und Osttimor, die durch den Zyklon Seroja verursacht werden.

Kleinere Unglücksfälle sind in den Unterartikeln von Katastrophe und in der Liste von Katastrophen aufgeführt.

### Sport
- 1909: Der brasilianische Fußballklub SC Internacional wird in Porto Alegre gegründet.

Einträge von Leichtathletik-Weltrekorden befinden sich unter der jeweiligen Disziplin unter Leichtathletik.

## Geboren

### Vor dem 18. Jahrhundert
- 0188: Caracalla, römischer Kaiser
- 1339: Matilda Plantagenet, Countess of Leicester, Herzogin von Straubing-Holland
- 1395: Georgios Trapezuntios, venezianisch-griechischer Gelehrter
- 1423: Johann III., Graf von Saarbrücken
- 1436: Amalia, Prinzessin von Sachsen und Herzogin von Bayern-Landshut
- 1445: Wiguleus Fröschl von Marzoll, Fürstbischof von Passau
- 1490: Vojtěch von Pernstein, Landeshauptmann von Böhmen
- 1492: Ambrosius Blarer, deutscher evangelischer Theologe, Kirchenlieddichter und Reformator
- 1494: Ambrosius Moibanus, deutscher Humanist, evangelischer Theologe und Reformator
- 1508: Ercole II. d’Este, Herzog von Ferrara, Modena und Reggio
- 1515: Ambrosius Lobwasser, deutscher Schriftsteller
- 1557: Lew Sapieha, polnisch-litauischer Staatsmann
- 1614: Henri II. de Lorraine, Herzog von Guise, Erzbischof von Reims, Insurgent

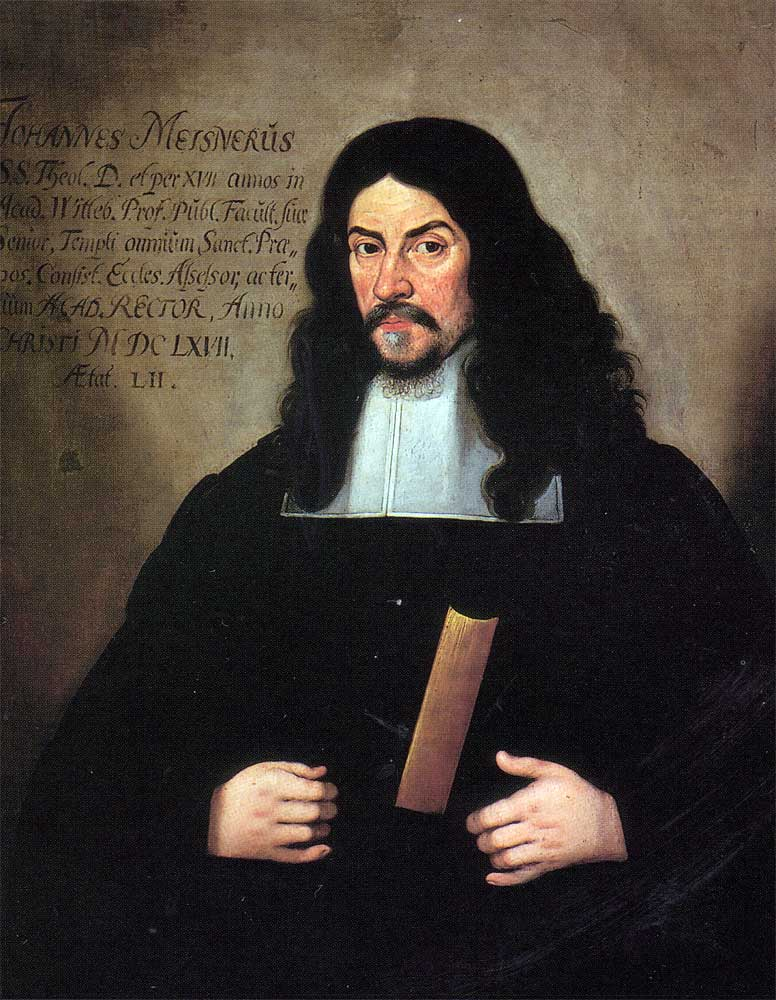
Johannes Meisner (* 1615)

- 1615: Johannes Meisner, deutscher lutherischer Theologe
- 1618: Ferrante III. Gonzaga, Herzog von Guastalla
- 1640: Gaspar Sanz, spanischer Komponist und Gitarrist (Taufdatum)
- 1648: Grinling Gibbons, niederländischer Bildhauer
- 1651: Georg Friedrich Meinhart, deutscher evangelischer Theologe
- 1661: Louis Armand I. de Bourbon, Fürst von Conti
- 1661: Uejima Onitsura, japanischer Dichter
- 1677: Henrich Mencke, westfälischer Orgelbauer
- 1688: Joseph-Nicolas Delisle, französischer Astronom
- 1698: Heinrich Valentin Beck, deutscher Kantor und Komponist
- 1699: Marija Andrejewna Rumjanzewa, Oberhofmeisterin und Mätresse des russischen Zaren Peter I.

### 18. Jahrhundert
- 1707: Hans Karl von Winterfeldt, preußischer General, enger Freund Friedrichs des Großen
- 1712: Pjotr Grigorjewitsch Tschernyschow, russischer Diplomat
- 1714: Adam Stanisław Krasiński, polnischer Politiker
- 1717: Karl David Schuchardt, sächsischer evangelisch-lutherischer Theologe und Pastor, Magister
- 1720: Georg Michael Frank von La Roche, deutscher Politiker
- 1729: Franz de Paula Tomicich, Theologe und Direktor der Universitätsbibliothek Graz
- 1737: Franz Joseph von Wurmbrand-Stuppach, österreichischer Diplomat
- 1742: Carl Adolph von Brühl, preußischer General und Prinzenerzieher
- 1749: Charlotte Christine Buissine, hessische Beamtentochter, Mätresse des Landgrafen Wilhelm IX. von Hessen-Kassel, des späteren Kurfürsten Wilhelm I. von Hessen
- 1752: Niccolò Antonio Zingarelli, italienischer Komponist
- 1755: Christian Heinrich Spieß, deutscher Schauspieler, Dramatiker und Autor von Trivialliteratur
- 1758: John Hoppner, englischer Maler
- 1758: Pierre Paul Prud’hon, französischer Maler
- 1759: Christian Leberecht Vogel, deutscher Maler
- 1759: Israel Smith, US-amerikanischer Jurist, Gouverneur von Vermont und Senator
- 1760: Juan Manuel Olivares, venezolanischer Komponist
- 1762: Stephen Storace, britischer Komponist
- 1763: Ernst Christoph Friedrich von Auer, preußischer Kriegs- und Domänenrat
- 1769: Nicholas Brown Jr., US-amerikanischer Geschäftsmann
- 1771: Étienne Tardif de Pommeroux de Bordesoulle, französischer General
- 1771: Pietro Pulli, italienischer Chemiker
- 1773: Étienne-Maurice Gérard, französischer General und Staatsmann
- 1774: Johann Christoph Schröther der Jüngere, deutscher Orgelbauer
- 1774: Arnold Ignaz Ernst Ferdinand Cajetan Theodor, deutscher Schriftsteller und Organist

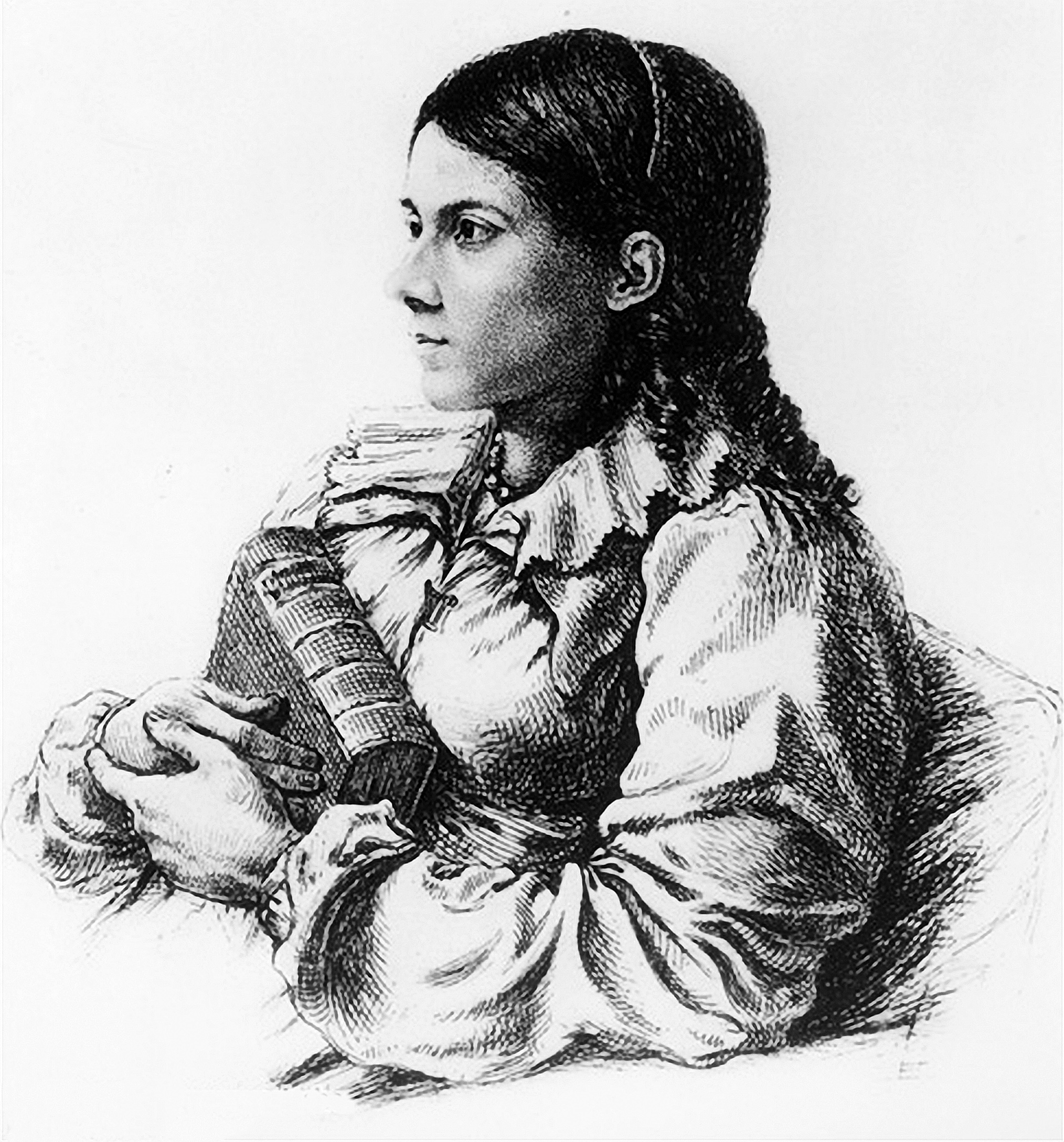
Bettina von Arnim (* 1785)

- 1785: Bettina von Arnim, deutsche Schriftstellerin der Romantik
- 1790: Johann Jakob Rütlinger, Schweizer Lehrer, Schriftsteller und Auswanderer
- 1792: Thaddeus Stevens, US-amerikanischer Rechtsanwalt
- 1800: Tokugawa Nariaki, Daimyo von Mito

### 19. Jahrhundert

#### 1801–1850
- 1802: Dorothea Lynde Dix, US-amerikanische Wohltäterin und Reformerin
- 1805: Prosper-Louis-Pascal Guéranger, französischer Begründer einer neuen liturgischen Bewegung
- 1806: Claiborne Fox Jackson, US-amerikanischer Politiker
- 1809: Benjamin Peirce, US-amerikanischer Mathematiker und Astronom
- 1810: Johann Jakob Baader, Schweizer Nationalrat und Arzt
- 1810: James Freeman Clarke, US-amerikanischer Prediger und Autor
- 1812: Giuseppe Gebler, rumäniendeutscher Komponist
- 1812: Theodor Schönemann, deutscher Mathematiker
- 1815: Caspar Melchior Kersting, deutscher Orgelbauer
- 1816ː Clementine Stockar-Escher, Schweizer Aquarellistin und Zeichnerin
- 1817: Émile Prudent, französischer Pianist, Komponist und Musikpädagoge
- 1818: Carl Steffeck, deutscher Maler und Grafiker
- 1819: Gustav Kaupert, deutscher Bildhauer

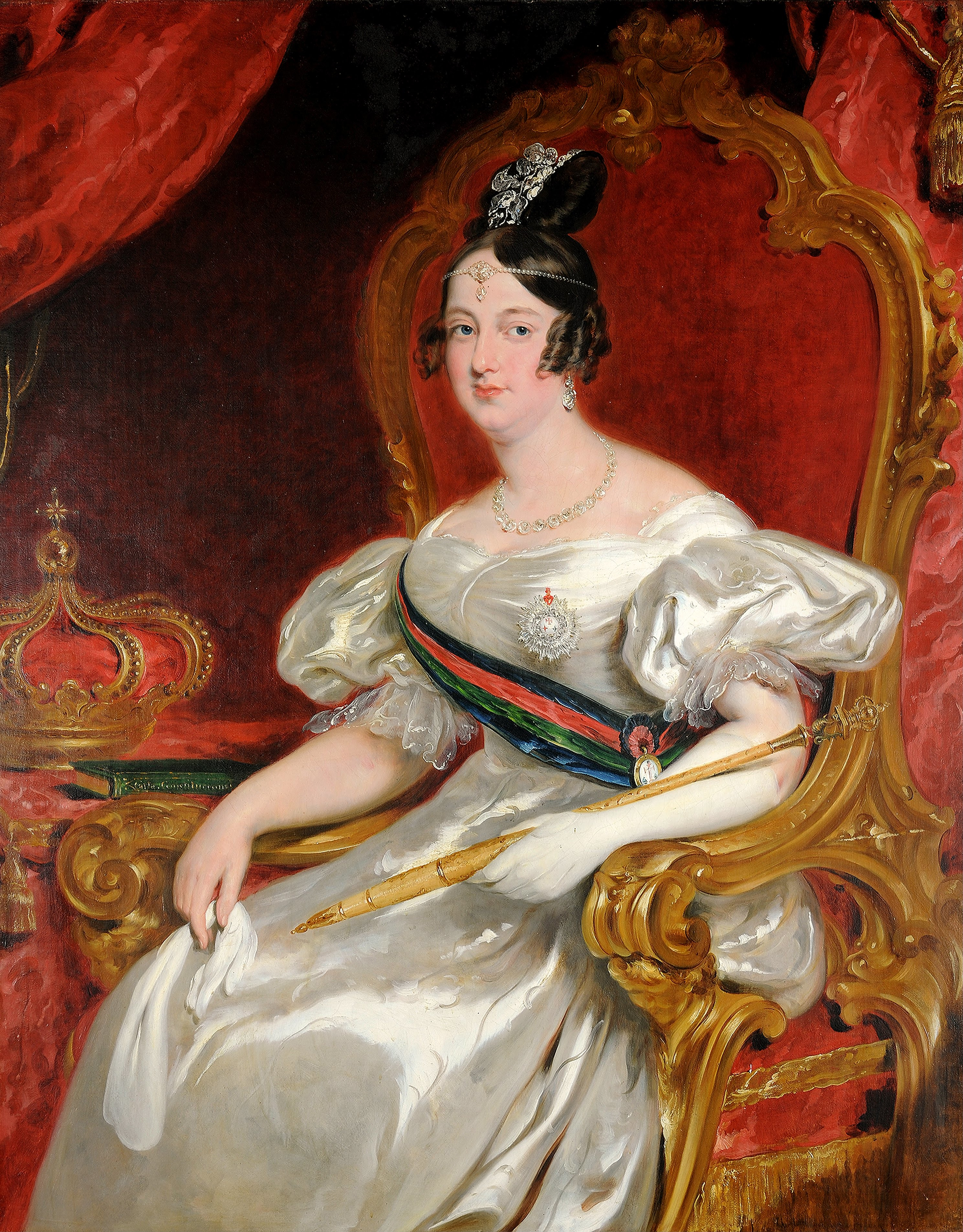
Maria II. von Portugal (* 1819)

- 1819: Maria II., portugiesische Königin
- 1820: Mkrtitsch Chrimjan, armenischer Kirchenführer, Publizist und Schriftsteller
- 1820: Gustav von Schlör, bayerischer Staatsminister für Handel und Öffentliche Arbeiten
- 1820: Peter Taugwalder, Schweizer Bergsteiger und Bergführer
- 1821: Heinrich Band, deutscher Erfinder (Bandoneons)
- 1821: Linus Yale, US-amerikanischer Erfinder (Zylinderschloss)
- 1823: Carl Wilhelm Siemens, deutscher Industrieller
- 1825: Heinrich Hasselhorst, deutscher Maler und Zeichner
- 1826: Herrmann Julius Meyer, deutscher Verleger
- 1826: Zénobe Gramme, belgischer Elektriker und Konstrukteur
- 1830: Hermann Schwabe, deutscher Statistiker
- 1831: Joseph Pape, deutscher Jurist und Schriftsteller
- 1832: Fedor Flinzer, deutscher Autor, Pädagoge und Illustrator
- 1832: Josef Zítek, böhmischer Architekt
- 1833: Karl Rath, deutscher Politiker, württembergischer Landtagsabgeordneter
- 1834: Helene in Bayern, Tochter von Herzog Max Joseph in Bayern
- 1834: Joseph Joachim, Schweizer Schriftsteller

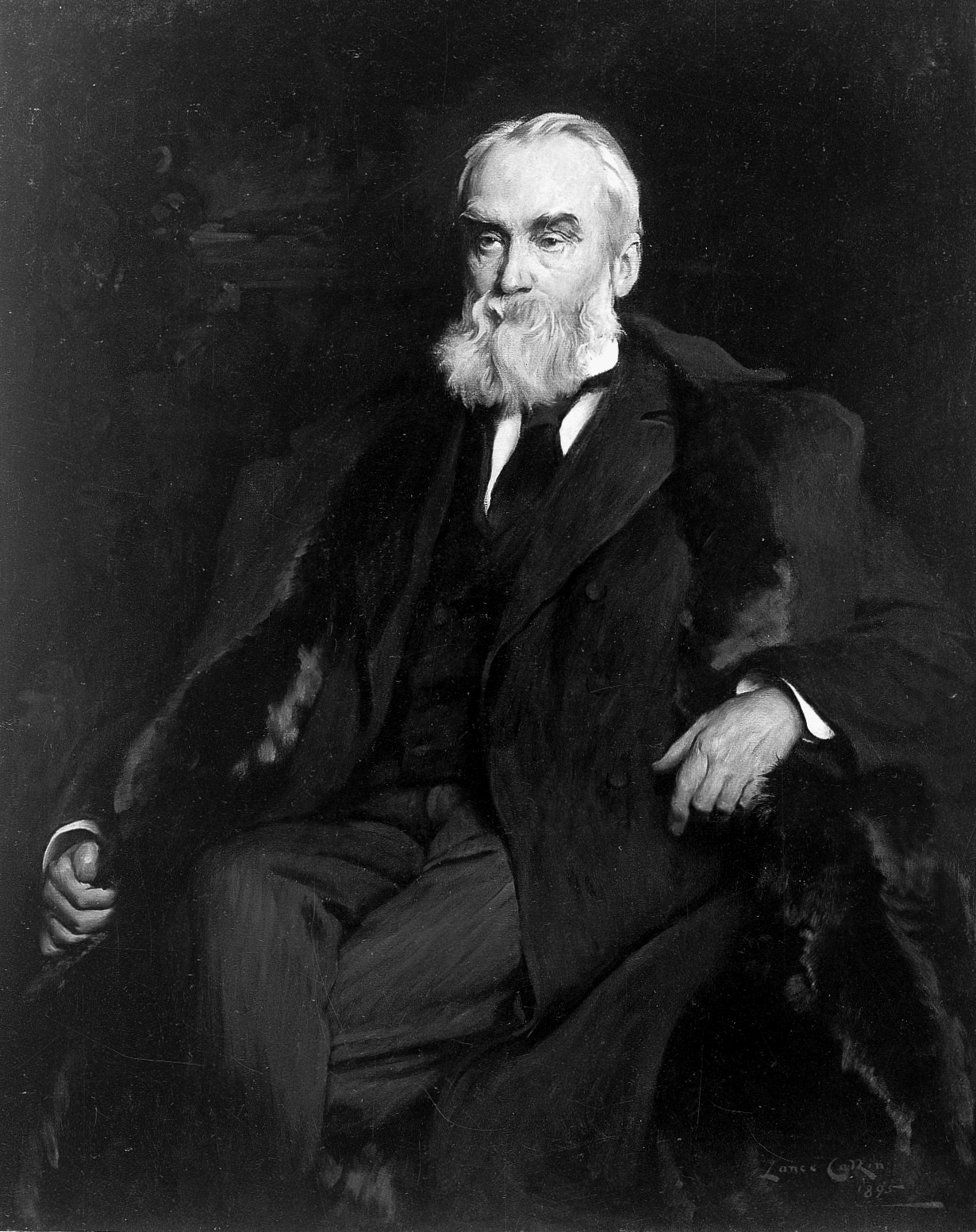
John Hughlings Jackson (* 1835)

- 1835: John Hughlings Jackson, britischer Neurologe
- 1836: Charles Jerome Hopkins, US-amerikanischer Komponist
- 1837: Smith Newell Penfield, US-amerikanischer Komponist
- 1838: James Black Groome, US-amerikanischer Politiker
- 1838: Samuel Spier, deutscher Kämpfer für Demokratie und soziale Gerechtigkeit
- 1841: Johann Traugott Sterzel, deutscher Paläontologe
- 1842: Édouard Lucas, französischer Mathematiker
- 1843: William Henry Jackson, US-amerikanischer Fotograf
- 1843: Hans Richter, deutsch-ungarischer Dirigent
- 1845: František Plesnivý, böhmischer Architekt
- 1846: Edmund Harburger, deutscher Maler
- 1846: Comte de Lautréamont, französischer Schriftsteller
- 1846: Raoul Pictet, Schweizer Physiker
- 1847: Max Pommer, deutscher Architekt und Bauunternehmer
- 1848: Philipp Heinrich Ast, deutscher Schäfer und Kräuterheilkundiger
- 1848: Arturo Prat, chilenischer Seeheld

#### 1851–1900
- 1851: Hans Droysen, deutscher Altphilologe und Historiker
- 1852: Paul von Krause, deutscher Jurist und Politiker
- 1853: Otto Stolten, deutscher Politiker
- 1856: Carl Johann Becker-Gundahl, deutscher Kirchenmaler und Zeichner
- 1856: Jesse F. Stallings, US-amerikanischer Rechtsanwalt und Politiker
- 1857: Adolf Schenck, deutscher Geograph und Botaniker
- 1858: Albert Samain, französischer Lyriker

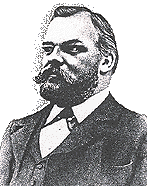
Robert Stock (* 1858)

- 1858: Robert Stock, deutscher Pionier der Telekommunikation und Berliner Unternehmer
- 1860: Marie Villinger, einer der führenden Frauen der Schweizer Arbeiterinnenbewegung
- 1862: Wilhelm Altmann, deutscher Musikhistoriker und Bibliothekar
- 1862: Max Crone, deutscher Theologe und Schriftsteller
- 1863: Blanche Marchesi, französische Opernsängerin und Gesangspädagogin
- 1865: Anna Ahrens, deutsche Schriftstellerin
- 1865: Zdzisław Lubomirski, polnischer Aristokrat, Großgrundbesitzer und Politiker

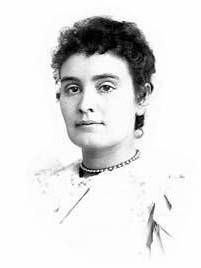
Anne Sullivan Macy (* 1866)

- 1866: Anne Sullivan Macy, US-amerikanische Pädagogin, Lehrerin von Helen Keller
- 1867: Richard Adamík, tschechischer Arzt und Moralidealist
- 1867: Victoria Cartier, kanadische Organistin und Musikpädagogin
- 1867: Arnold Middendorf, Offizial in Köln und Dompropst
- 1868: Philippa Fawcett, britische Mathematikerin und Schulreformerin
- 1868: Fredrik Wilhelm Gomnaes, norwegischer Komponist
- 1869ː Mary Colter, US-amerikanische Architektin, Schöpferin des El Navajo Gallup, New Mexico
- 1870: Torii Ryūzō, japanischer Anthropologe und Archäologe
- 1871: Arthur Wehnelt, deutscher Physiker

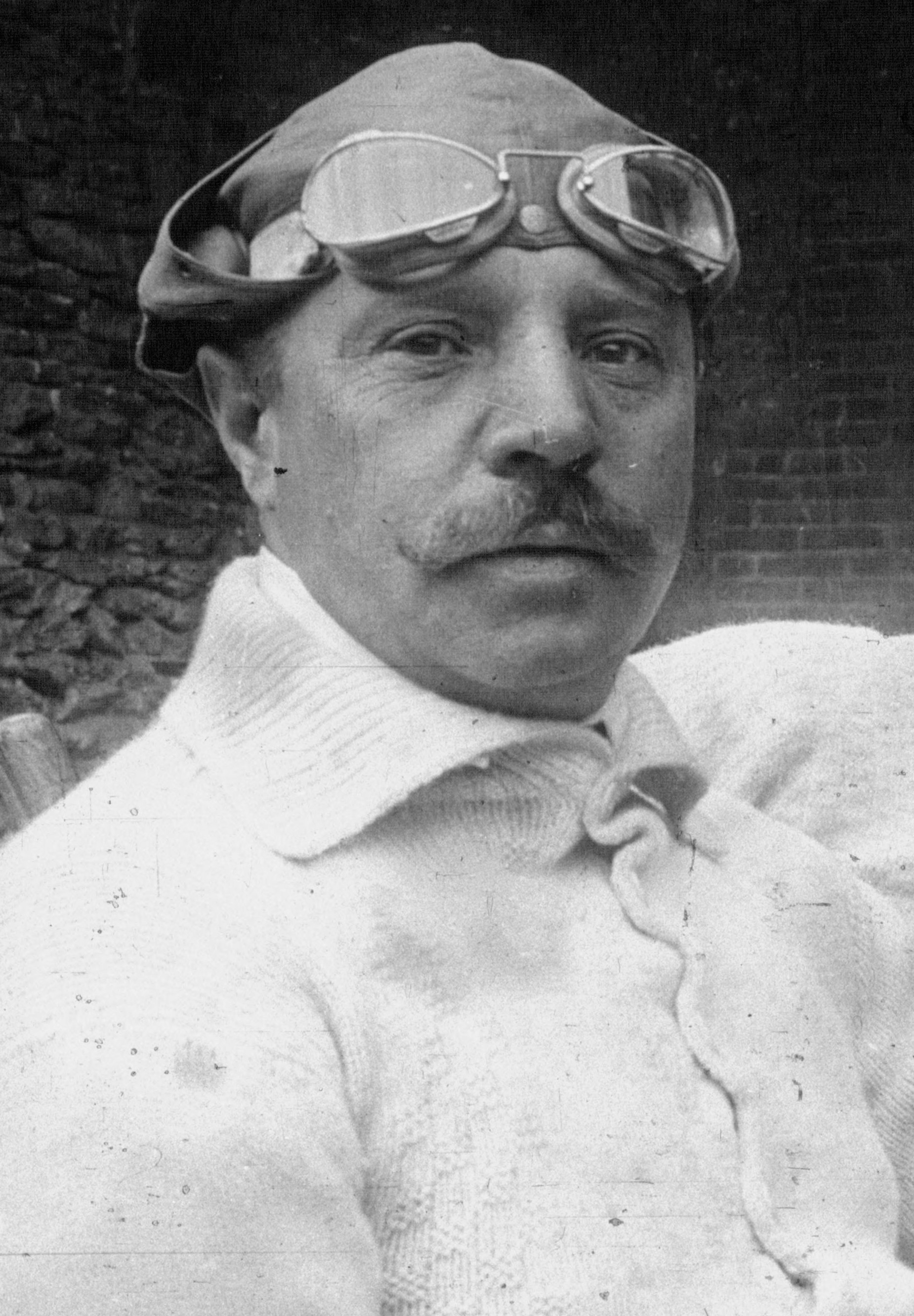
Otto Salzer (* 1874)

- 1874: Otto Salzer, deutscher Mechaniker und Automobilrennfahrer
- 1875: Max Mayrshofer, deutscher Maler
- 1875: Pierre Monteux, französisch-US-amerikanischer Dirigent
- 1876: Maurice de Vlaminck, französischer Maler
- 1878: Walter Conrad Arensberg, US-amerikanischer Literaturwissenschaftler und Kunstsammler
- 1878: Mathilde Battenberg, deutsche Malerin
- 1879: Aimo Kaarlo Cajander, finnischer Forstwissenschaftler, Geobotaniker und Politiker
- 1880: Georg Ludwig von Trapp, österreichischer U-Boot-Kommandant und Vater der singenden Trapp-Familie
- 1881: Wilhelm Büning, deutscher Architekt
- 1881: Marie Madeleine, deutsche Schriftstellerin
- 1881: Timothy Joseph O’Donovan, irischer Politiker
- 1882: Noud Stempels, niederländischer Fußballspieler
- 1883: Josip Mandić, kroatischer Komponist
- 1884: Yamamoto Isoroku, japanischer Großadmiral
- 1885: Giuseppe Hess, italienischer Jurist, Fußballspieler und Sportfunktionär
- 1885: Hanns Klemm, deutscher Flugzeugkonstrukteur
- 1886: Herbert von Beckerath, deutscher Ökonom
- 1887: Frederick Attenborough, britischer Akademiker
- 1887: Richard Truckenbrodt, deutscher Ethnologe und Lehrer
- 1888: Tris Speaker, US-amerikanischer Baseballspieler und -manager
- 1889: Hans-Jürgen von Arnim, deutscher Heeresoffizier
- 1889: Stella Fontaine, jüdisch-niederländische Kleinkünstlerin und Kabarettistin
- 1889: Ernestine von Trott zu Solz, Begründerin einer therapeutischen Lebens- und Wohngemeinschaft
- 1890: Emmy Zweybrück, österreichisch-amerikanische Kunstgewerblerin
- 1891: Richard Euringer, deutscher Schriftsteller
- 1892: Karl Wilhelm Reinmuth, deutscher Astronom

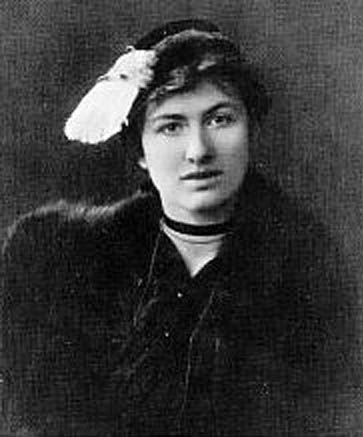
Edith Södergran (* 1892)

- 1892: Edith Södergran, schwedische Schriftstellerin
- 1893: Douglas Clarke, britischer Dirigent, Musikpädagoge und Organist, Pianist und Komponist
- 1893: Heinrich Glasmeyer, deutscher Politiker
- 1893: Alois Schlögl, deutscher Landwirtschaftsfunktionär und Politiker
- 1894: Walther Amelung, deutscher Arzt
- 1894: Herbert Volck, deutscher Schriftsteller
- 1895: Bruno Beye, deutscher Maler und Graphiker
- 1895: Helen Dore Boylston, US-amerikanische Schriftstellerin
- 1895: Fritz Gribi, Schweizer Lehrer und Bühnenautor
- 1895: Philip James „Phil“ Welch, US-amerikanischer Politiker
- 1896: Robert E. Sherwood, US-amerikanischer Dramatiker und Drehbuchautor
- 1897: Leo Fiederer, deutscher Fußballspieler
- 1897: Erich Münch, Schweizer General
- 1898: Marie Ahlers, deutsche Politikerin
- 1898: Agnes Ayres, US-amerikanische Schauspielerin
- 1898: Theodor Habicht, deutscher Politiker
- 1898: Philipp Lersch, deutscher Psychologe
- 1899: Albino Carraro, italienischer Fußballschiedsrichter und -trainer
- 1900: Waldemar Klingelhöfer, deutscher Kriegsverbrecher

### 20. Jahrhundert

#### 1901–1925
- 1901: Adam Adrio, deutscher Hochschullehrer und Musikwissenschaftler
- 1902: Robert Eberan von Eberhorst, österreichischer Konstrukteur
- 1902: Louise de Vilmorin, französische Schriftstellerin
- 1902: Stanley G. Weinbaum, US-amerikanischer Science-Fiction-Schriftsteller
- 1903: Willy Rumpf, Minister für Finanzen in der DDR
- 1904: Alexander Nikolajewitsch Afinogenow, Schriftsteller und Dramatiker
- 1904: Arne Gunnar Walter Hülphers, schwedischer Jazzmusiker, Pianist und Kapellmeister
- 1904: Käthe von Nagy, ungarische Schauspielerin
- 1905: Eugène Bozza, französischer Komponist
- 1905: Hanns Diettrich, deutscher Bildhauer
- 1905ː Erika Nõva, estnische Architektin
- 1906: Charles Vincent Aubrun, französischer Romanist und Hispanist
- 1906: Haruyama Yasuo, japanischer Fußballspieler
- 1908: Willi Kürten, deutscher Hürdenläufer
- 1910: Barthélemy Boganda, zentralafrikanischer Politiker
- 1910: Selma Grieme, deutsche Leichtathletin
- 1911: Václav Čtvrtek, tschechischer Schriftsteller
- 1912: Wilfried de Beauclair, deutscher Ingenieur und Informatiker
- 1913: Cecil Gant, US-amerikanischer Bluessänger und Pianist
- 1913: Frances Langford, US-amerikanische Sängerin und Schauspielerin
- 1914: Marguerite Duras, französische Schriftstellerin
- 1914: Robert Gleichauf, deutscher Politiker
- 1915: Amedeo Biavati, italienischer Fußballspieler
- 1915: Jan Drda, tschechischer Prosaist und Dramatiker
- 1915: Lars Ahlin, schwedischer Schriftsteller
- 1915: Muddy Waters, US-amerikanischer Blues-Musiker
- 1918: Joseph Ashbrook, US-amerikanischer Astronom
- 1918: Abbie Neal, US-amerikanische Country-Musikerin
- 1921: Leonhard Mahlein, deutscher Gewerkschafter, Vorsitzender der IG Druck und Papier
- 1921: Hans Schilling, deutscher Architekt
- 1922: Bigode, brasilianischer Fußballspieler
- 1922: Robert Abplanalp, US-amerikanischer Erfinder
- 1922: Elmer Bernstein, US-amerikanischer Filmmusik-Komponist
- 1922: Franček Brglez, slowenischer Schachspieler
- 1922: Pál Kucsera, ungarischer Radsportler
- 1923: Rafael Arozarena Doblado, spanischer Schriftsteller
- 1923: Dorothy Hart, US-amerikanische Schauspielerin
- 1924: Bob Christie, US-amerikanischer Automobilrennfahrer
- 1924: Victor Feldbrill, kanadischer Dirigent und Geiger
- 1924: Noreen Nash, US-amerikanische Schauspielerin
- 1924: Hans-Heinrich Vangerow, deutscher Forstmann und Historiker
- 1925ː Dorothy Alison, australische Schauspielerin
- 1925: Dettmar Cramer, deutscher Fußballspieler und -trainer
- 1925: Serge Dassault, französischer Verleger und Politiker
- 1925: César Keiser, Schweizer Kabarettist
- 1925ː Eva Krutina, deutsche Schauspielerin und Synchronsprecherin
- 1925: Johann Schröder, deutscher Mathematiker

#### 1926–1950
- 1927: Aušra Augustinavičiūtė, litauische Psychologin und Ökonomin

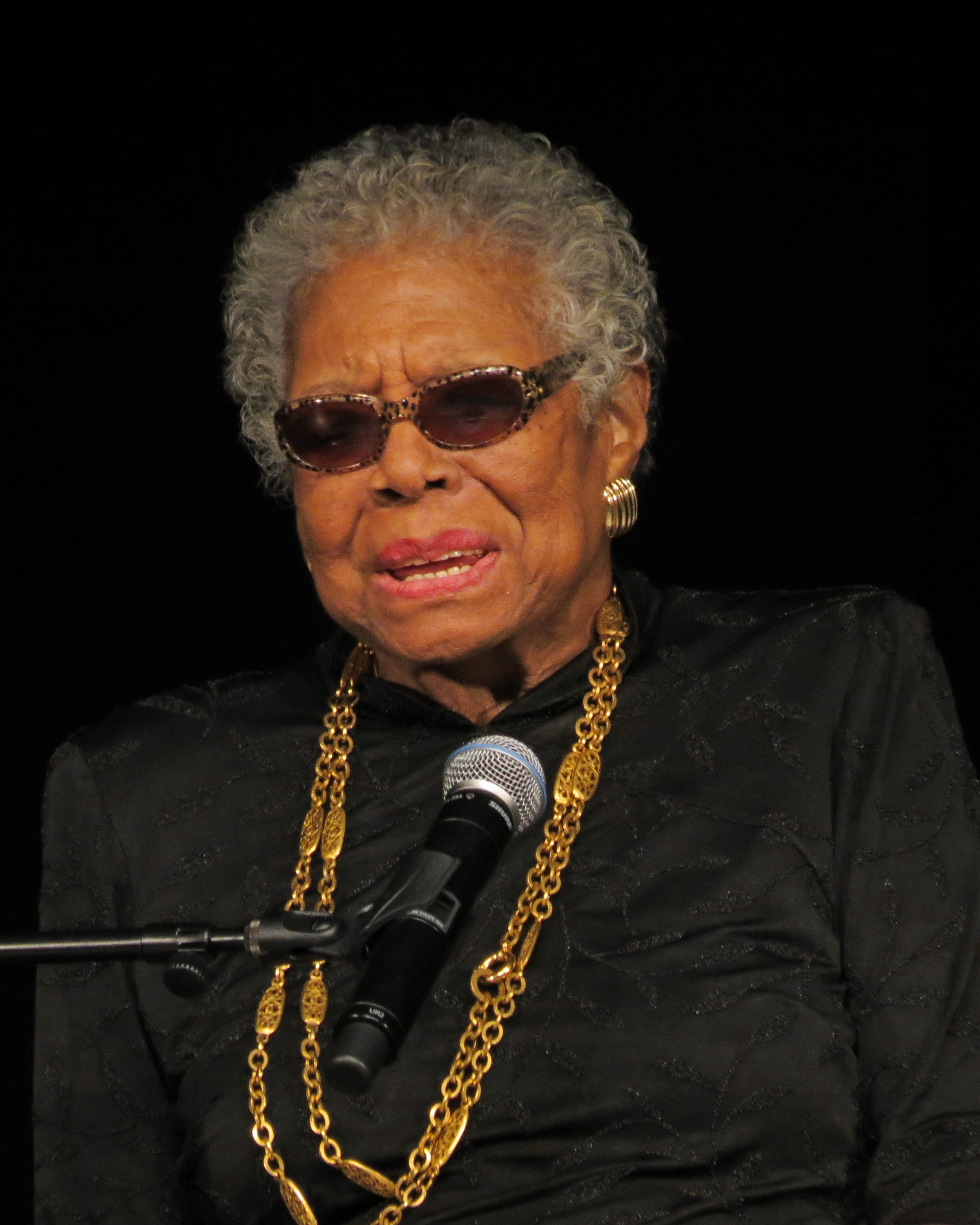
Maya Angelou (* 1928)

- 1928: Maya Angelou, US-amerikanische Schriftstellerin
- 1928: Chocolate Armenteros, kubanischer Trompeter
- 1928: Josef Rattner, österreichischer Psychologe
- 1928: Bud Tingelstad, US-amerikanischer Automobilrennfahrer
- 1929: Iso Baumer, Schweizer Sprach- und Religionswissenschaftler
- 1930: Jagdish Chand Ajmani, indischer Diplomat
- 1930: Chlodwig Poth, deutscher Satiriker, Zeichner und Karikaturist
- 1930: Toni Stricker, österreichischer Komponist und Geiger

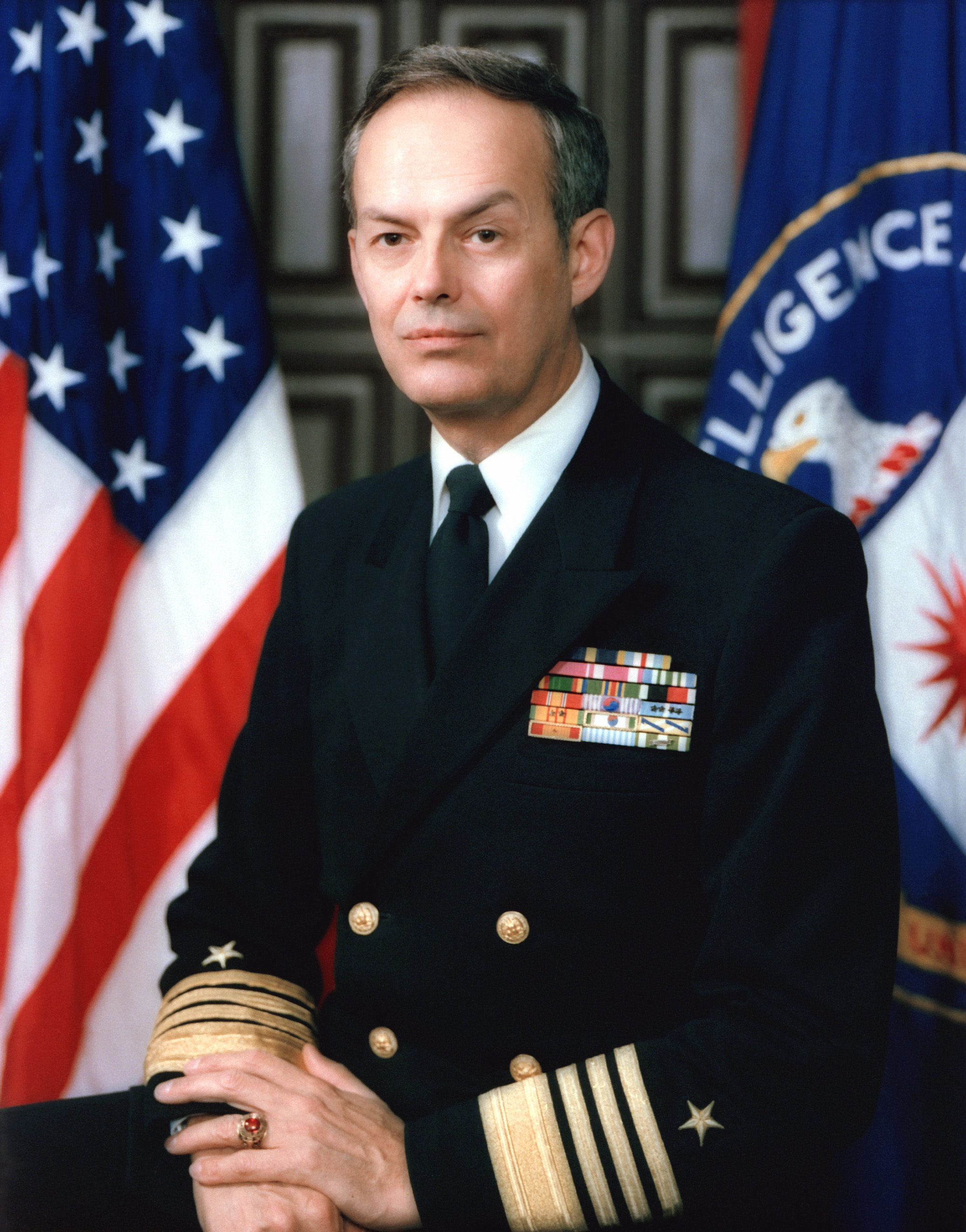
Bobby Ray Inman (* 1931)

- 1931: Bobby Ray Inman, US-amerikanische Direktor der NSA
- 1931: Karl Obermayr, deutscher Volksschauspieler
- 1931: Egon Peffekoven, deutscher Schiffbauer und Ehrenkommandant der Beueler Stadtsoldaten
- 1931: Arthur Weisberg, US-amerikanischer Fagottist, Dirigent, Musikpädagoge und Komponist
- 1932: Clive Davis, US-amerikanischer Musikmanager und Produzent
- 1932: Meisei Gotō, japanischer Schriftsteller
- 1932: Andrei Arsenjewitsch Tarkowski, russischer Filmregisseur
- 1932: Anthony Perkins, US-amerikanischer Schauspieler
- 1932: Richard Lugar, US-amerikanischer Politiker, Senior-US-Senator von Indiana und Aktivist für den Frieden
- 1933: Frits Bolkestein, niederländischer Politiker
- 1934: Ian Berry, britischer Fotograf, Mitglied der Fotoagentur Magnum Photos
- 1934: Joachim Latacz, deutscher Altphilologe
- 1935: Dietger Hahn, deutscher Professor
- 1935: François-Bernard Mâche, französischer Komponist
- 1936: Hans Grodotzki, deutscher Leichtathlet, Olympiamedaillengewinner
- 1937: Patrick Brooking, britischer Offizier
- 1937: Lajos Portisch, ungarischer Schachspieler
- 1937: Thomas Mauch, deutscher Kameramann
- 1938: Bernard de Walque, belgischer Architekt
- 1939: Oscar Fulloné, argentinischer Fußballspieler und -trainer

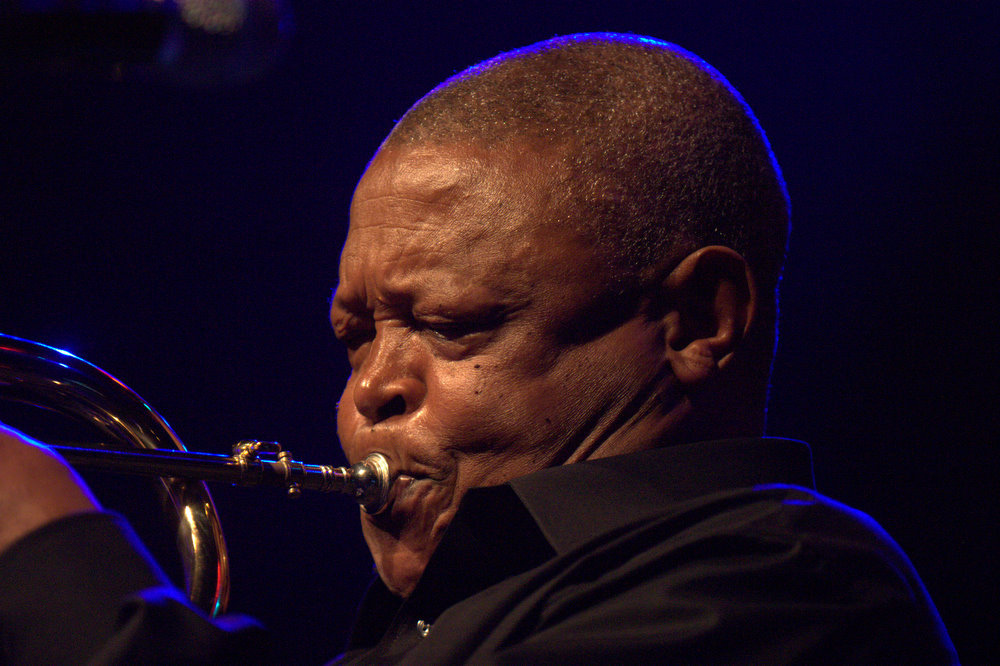
Hugh Masekela (* 1939)

- 1939: Hugh Masekela, südafrikanischer Musiker
- 1939: Danny Thompson, britischer Jazz-Kontrabassist
- 1940: Richard Attwood, britischer Automobilrennfahrer
- 1940: Gustav-Adolf Stange, deutscher Jurist und Politiker
- 1940: Jochen Gerz, deutscher Künstler
- 1940: Michael Ruetz, deutscher Fotograf
- 1940: Robby Müller, niederländischer Kameramann
- 1941: Angelica Domröse, deutsche Schauspielerin
- 1941: Helme Heine, deutscher Kinderbuchautor, -illustrator und Designer
- 1941: Rainer Eisfeld, deutscher Politologe
- 1941: Siegfried Schmalzriedt, deutscher Hochschullehrer und Musikwissenschaftler
- 1942: Michel Fourniret, französischer Serienmörder
- 1942: Wolfgang Grupp, deutscher Unternehmer
- 1942: Horst Schild, deutscher Politiker, MdB
- 1943: Hans-Ulrich Herzberg, deutscher Polizist und Landespolizeipräsident
- 1943ː Paulette Jiles, kanadische Schriftstellerin, Dichterin und Romancière
- 1943: Robert Levy, US-amerikanischer Trompeter, Dirigent, Komponist und Musikpädagoge
- 1943: Michael Schneider, deutscher Schriftsteller
- 1943: Jiří Paďour, Bischof von Budweis
- 1944: Magda Aelvoet, belgischen Politikerin
- 1944: Phyllida Barlow, britische Künstlerin
- 1944: Elmar Ledergerber, Schweizer Politiker
- 1944: Jehudit Naot, israelische Politikerin
- 1944: Craig T. Nelson, US-amerikanischer Schauspieler
- 1944: Robert Schindel, österreichischer Autor
- 1944: Bassam Tibi, syrisch-deutscher Politologe und Islamspezialist

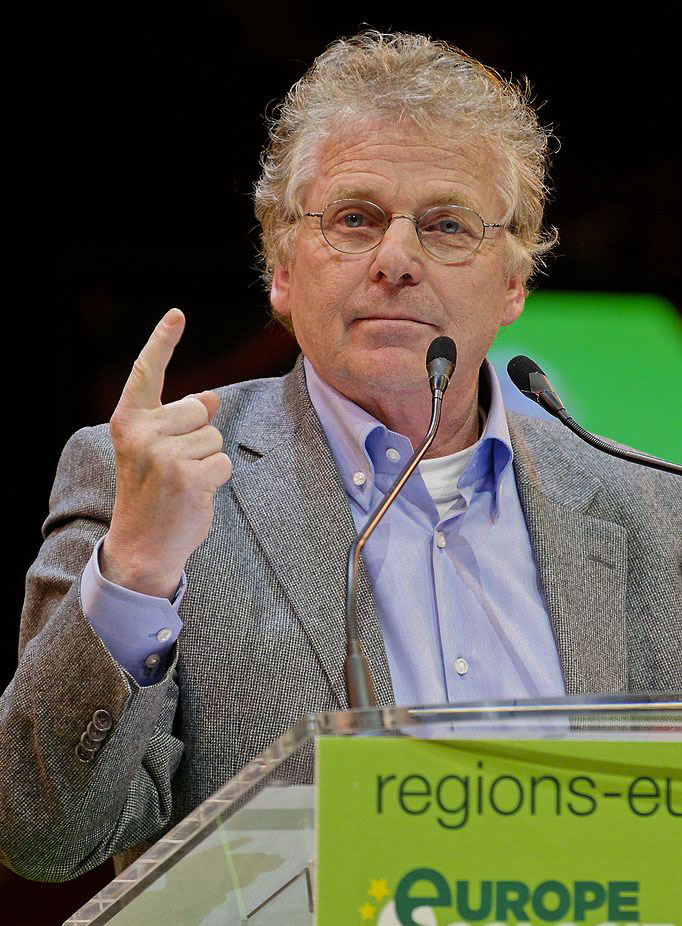
Daniel Cohn-Bendit (* 1945)

- 1945: Daniel Cohn-Bendit, deutsch-französischer Publizist und Politiker
- 1946: Lars-Göran Arwidson, schwedischer Biathlet
- 1947: Frank Spieth, deutscher Politiker
- 1947: Luke Halpin, US-amerikanischer Schauspieler
- 1947: Wojciech Michniewski, polnischer Komponist und Dirigent
- 1947: Jessie Otto Hite, amerikanische Kunsthistorikerin
- 1947: Salvatore Sciarrino, italienischer Komponist
- 1948: Frank Winfield Anderson, US-amerikanischer Mörder
- 1948: Ann-Christin Nykvist, schwedische Politikerin, Landwirtschaftsministerin
- 1948: Dan Simmons, US-amerikanischer Schriftsteller
- 1948: Jacques Voigtländer, deutscher Politiker
- 1948: Towje Kleiner, deutscher Schauspieler
- 1949: Abdullah Öcalan, Vorsitzender der Untergrundorganisation Arbeiterpartei Kurdistans (PKK)
- 1949: Junior Braithwaite, jamaikanischer Musiker, Mitbegründer der Gruppe The Wailers
- 1949: Fred, brasilianischer Fußballspieler
- 1949: Shing-Tung Yau, chinesischer Mathematiker
- 1949: Udo van Kampen, deutscher Journalist
- 1949: Wolfgang Windhausen, deutscher Lyriker, Autor und Grafiker
- 1949: Klaus-Dieter Klebsch, deutscher Synchronsprecher und Schauspieler
- 1950: John Brack, Schweizer Country- und Gospel-Sänger
- 1950: Christine Lahti, US-amerikanische Schauspielerin
- 1950: Gabriele Sikora, deutsche Politikerin

#### 1951–1975
- 1951: Francesco De Gregori, italienischer Liedermacher
- 1952: Rosemarie Ackermann, deutsche Leichtathletin
- 1952: Pat Burns, kanadischer Eishockeyspieler und -trainer
- 1952: Klaus Franz, deutscher Gewerkschaftsfunktionär
- 1952: María Mendiola, spanische Schlagersängerin
- 1952: Gary Moore, nordirischer Rock- und Blues-Gitarrist, Komponist und Sänger
- 1952: Villy Søvndal, dänischer Politiker
- 1952: Pius Walder, österreichischer Holzfäller und Wilderer
- 1954: Michel Camilo, dominikanischer Pianist und Kompon
- 1954: Julie Carmen, US-amerikanische Schauspielerin
- 1954: Konstantine Kemularia, georgischer Politiker
- 1955: Manfred Nimtz, deutscher Schachspieler
- 1955: Raimondo Ponte, Schweizer Fußballspieler und -trainer

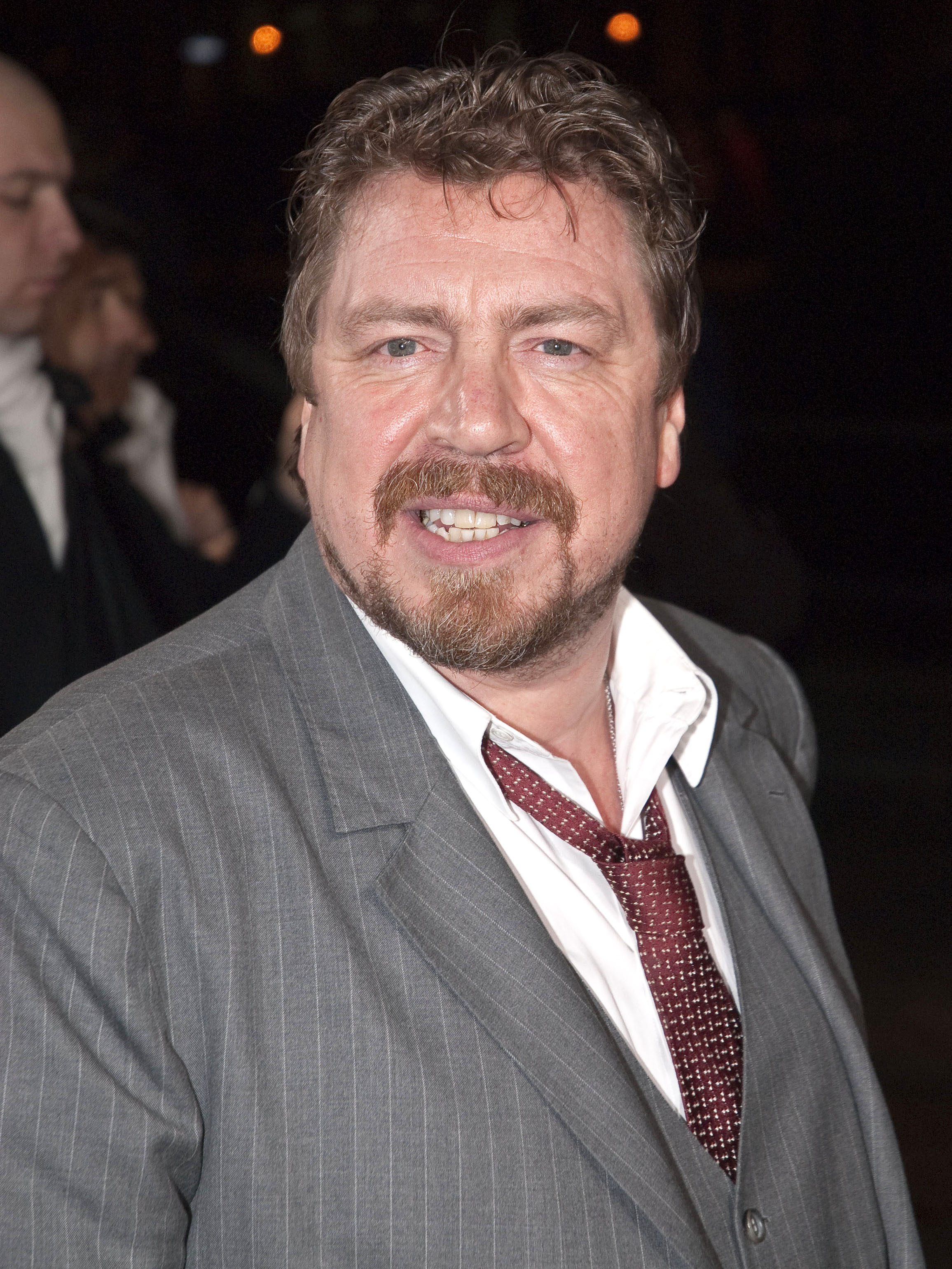
Armin Rohde (* 1955)

- 1955: Armin Rohde, deutscher Schauspieler
- 1955: Dieter Pfister, Schweizer Kultur- und Wirtschaftswissenschaftler
- 1956: David E. Kelley, US-amerikanischer Filmproduzent
- 1956: Thomas Meyer-Hermann, deutscher Trickfilmproduzent und Regisseur
- 1956: Ursula Schneider, deutsche Juristin
- 1957: Andreas Austilat, deutscher Journalist und Autor
- 1957: Aki Kaurismäki, finnischer Regisseur
- 1957: Peter Kurth, deutscher Schauspieler
- 1957: Franz Untersteller, deutscher Politiker, MdL, Landesminister
- 1958: Christian Danner, deutscher Rennfahrer
- 1958: Greg Foster, US-amerikanischer Leichtathlet
- 1958: Hildegard Förster-Heldmann, deutsche Politikerin, MdL
- 1958: Markus Klauser, Schweizer Schachspieler
- 1959: Phil Morris, US-amerikanischer Schauspieler
- 1959: Henry Nitzsche, deutscher Politiker, MdL, MdB
- 1960: Jonathan Agnew, englischer Cricketspieler
- 1960: Jane Eaglen, englische Opernsängerin
- 1960: Marion Kiechle,  deutsche Medizinerin und Politikerin
- 1960: Hugo Weaving, australischer Schauspieler
- 1961: Tom Byron, US-amerikanischer Pornodarsteller
- 1961: Markus Löw, deutscher Fußballspieler
- 1961: Erika Strobl, österreichische Gitarristin
- 1962: Neven Ilic, chilenischer Sportfunktionär
- 1963: Béla Anda, deutscher Journalist, Regierungssprecher und Chef des Bundespresseamtes
- 1963: Fabrizio Barbazza, italienischer Automobilrennfahrer
- 1963: Dale Hawerchuk, kanadischer Eishockeyspieler
- 1963: Irene Pivetti, italienische Politikerin und Journalistin
- 1964: Ralf Allgöwer, deutscher Fußballspieler
- 1964: David Cross, US-amerikanischer Schauspieler
- 1964: Branco, brasilianischer Fußballspieler
- 1964: Jeremy McWilliams, britischer Motorradrennfahrer
- 1964: Ulrich Schröder, deutscher Comiczeichner

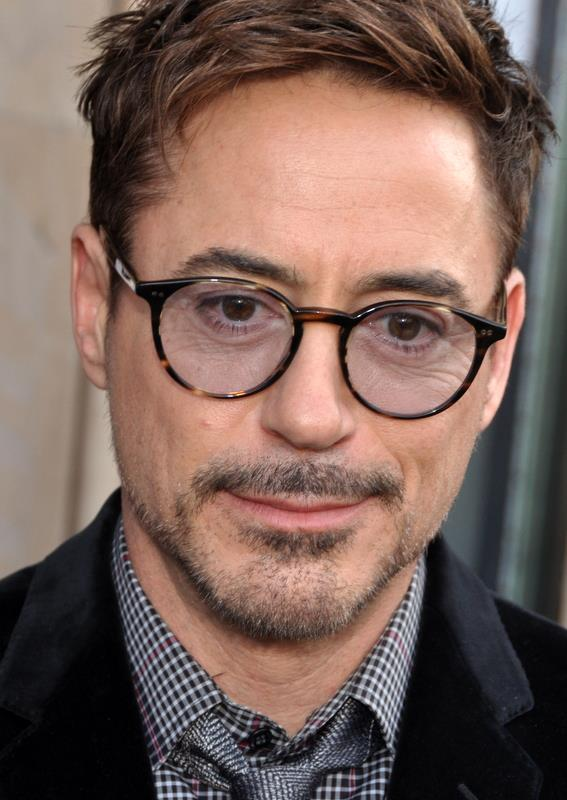
Robert Downey Jr. (* 1965)

- 1965: Robert Downey Jr., US-amerikanischer Schauspieler
- 1965: Elaine Zayak, US-amerikanische Eiskunstläuferin
- 1966: Christian Auer, österreichischer Skeletonfahrer
- 1966: Finn Christian Jagge, norwegischer Skirennläufer, Olympiasieger
- 1966: Ann-Kathrin Kramer, deutsche Schauspielerin
- 1966: Stefan Mappus, deutscher Politiker, Ministerpräsident von Baden-Württemberg
- 1966: Mike Starr, US-amerikanischer Musiker
- 1967: Pierre Besson, deutscher Schauspieler
- 1967: Lisa Hammer, US-amerikanische Filmemacherin und Musikerin
- 1967: Ilko-Sascha Kowalczuk, deutscher Historiker
- 1967: Edith Masai, kenianische Leichtathletin
- 1967: Jörg Moukaddam, deutscher Schauspieler
- 1967: Jeff Parker, US-amerikanischer Gitarrist
- 1967: Yvonne Pouget, deutsche Choreographin und Tänzerin
- 1967: Xenia Seeberg, deutsche Schauspielerin
- 1968: Roberto Colciago, italienischer Automobilrennfahrer
- 1968: Darren Law, US-amerikanischer Automobilrennfahrer
- 1968: Jesús Miguel Rollán, spanischer Wasserballspieler
- 1969: Erich Altenkopf, österreichischer Schauspieler
- 1969: Piotr Anderszewski, polnischer Pianist
- 1970: Barry van Galen, niederländischer Fußballspieler
- 1970: Mark Kirchner, deutscher Biathlet
- 1970: Karsten Kohlhaas, deutscher Handballspieler
- 1970: Barry Pepper, kanadischer Schauspieler
- 1970: Jason Stoltenberg, australischer Tennisspieler
- 1971: Najib Amhali, niederländischer Comedian
- 1971: Miho Hatori, japanische Sängerin

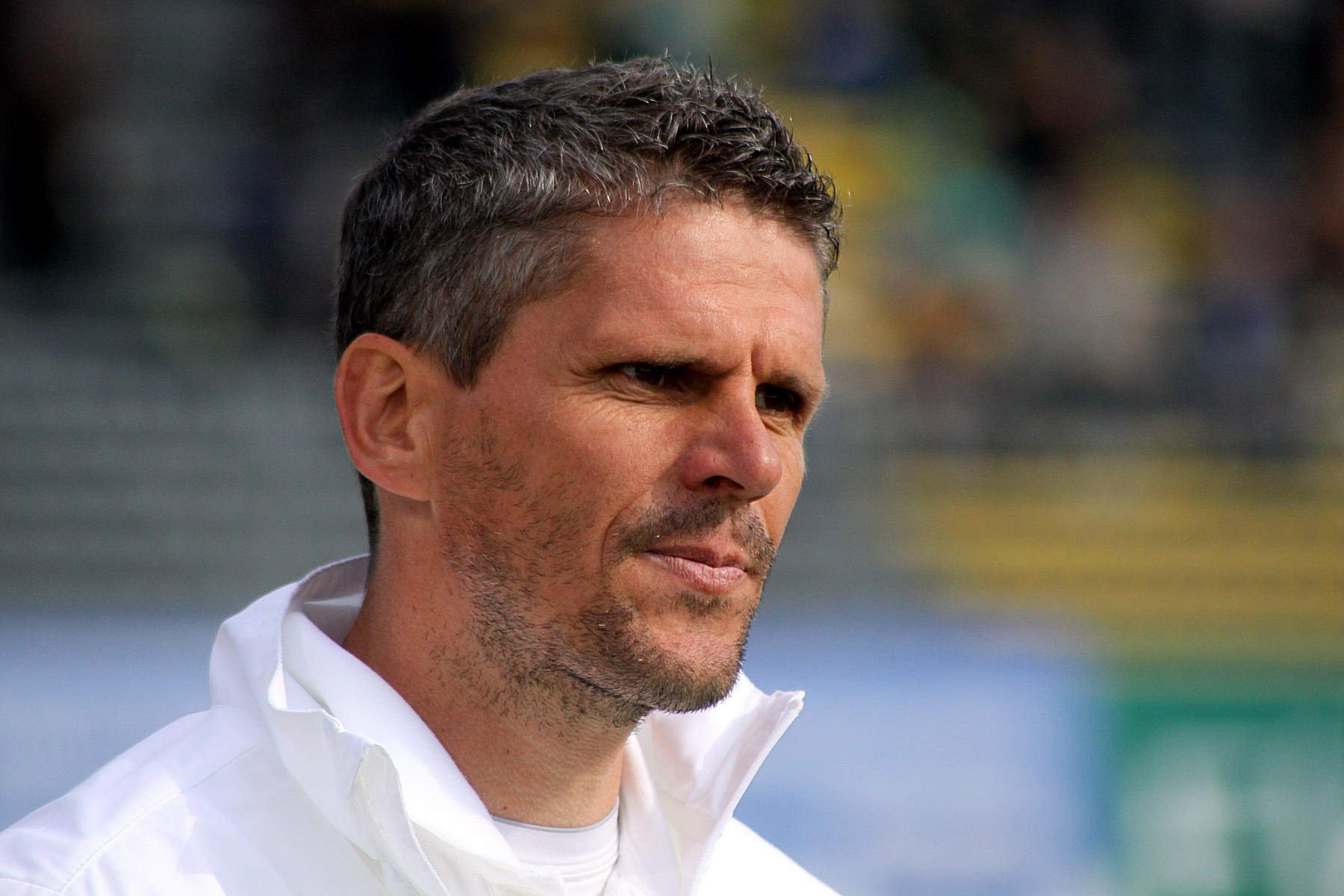
Dietmar Kühbauer (* 1971)

- 1971: Dietmar Kühbauer, österreichischer Fußballspieler
- 1971: Mentor Miftari, albanischer Fußballspieler
- 1972: Wladimir Jurowski, russischer Dirigent
- 1972: Daisy Lang, bulgarische Boxerin
- 1972: Bastian Pastewka, deutscher Comedian und Schauspieler
- 1973: Samassi Abou, französisch-ivorischer Fußballspieler
- 1973: David Blaine, US-amerikanischer Aktionskünstler und Straßenmagier
- 1973: Loris Capirossi, italienischer Motorradrennfahrer
- 1973: Alexander Raue, deutscher Diplom-Ingenieur und Politiker
- 1973: Victoria Sturm, deutsche Filmschauspielerin
- 1974: Jasin Challah, deutscher Schauspieler
- 1974: Ante Milicic, australischer Fußballspieler
- 1974: Wassili Schirow, kasachischer Boxer
- 1974: Dagmar Spengler, deutsche Cellistin
- 1974: Daniel Stendel, deutscher Fußballspieler
- 1975: Martin Atkins, englischer Dartspieler
- 1975: Thobias Fredriksson, schwedischer Skilangläufer
- 1975: Joyce Giraud, puerto-ricanische Schauspielerin

#### 1976–2000
- 1976: Nils Brunkhorst, deutscher Schauspieler und Sänger
- 1976: Daniel Caspary, deutscher Politiker, MdEP
- 1976: Patrick Dewayne, deutscher Schauspieler, Musiker, Moderator, Wirtschaftsjournalist und Sachbuchautor
- 1976: Emerson, brasilianischer Fußballspieler
- 1976: Elvir Rahimić, bosnisch-herzegowinischer Fußballspieler
- 1978: Raphael Grosch, belgischer Schauspieler
- 1978: Lemar, britischer Sänger
- 1978: René Wolff, deutscher Bahnradfahrer
- 1979: Ezequiel Alejo Carboni, argentinischer Fußballspieler

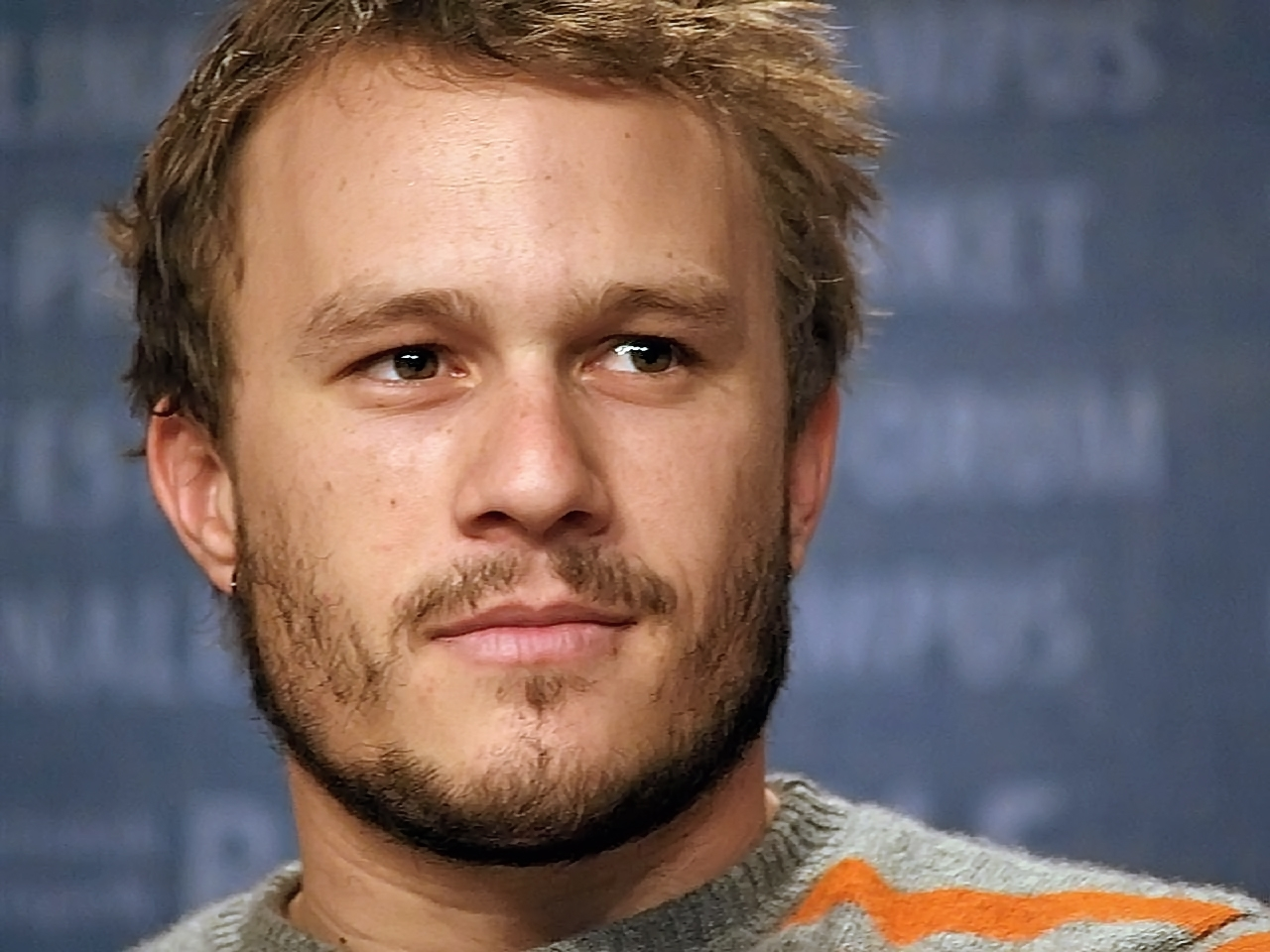
Heath Ledger (* 1979)

- 1979: Heath Ledger, australischer Schauspieler
- 1979: Andy McKee, US-amerikanischer Gitarrist
- 1979: Jessica Napier, australisch-neuseeländische Schauspielerin
- 1979: Maxim Alexandrowitsch Opalew, russischer Kanute, Olympiasieger, Weltmeister
- 1980: Sven Müller, deutscher Fußballspieler
- 1980: Beksat Sattarchanow, kasachischer Boxer
- 1980: Eric Steinbach, US-amerikanischer American-Football-Spieler
- 1980: Johnny Borrell, britischer Sänger und Songwriter
- 1981: Rubén Felgaer, argentinischer Schachspieler
- 1982: Dragoș Oprea, deutscher Handballspieler und -trainer
- 1983: Jewgeni Jewgenjewitsch Artjuchin, russischer Eishockeyspieler

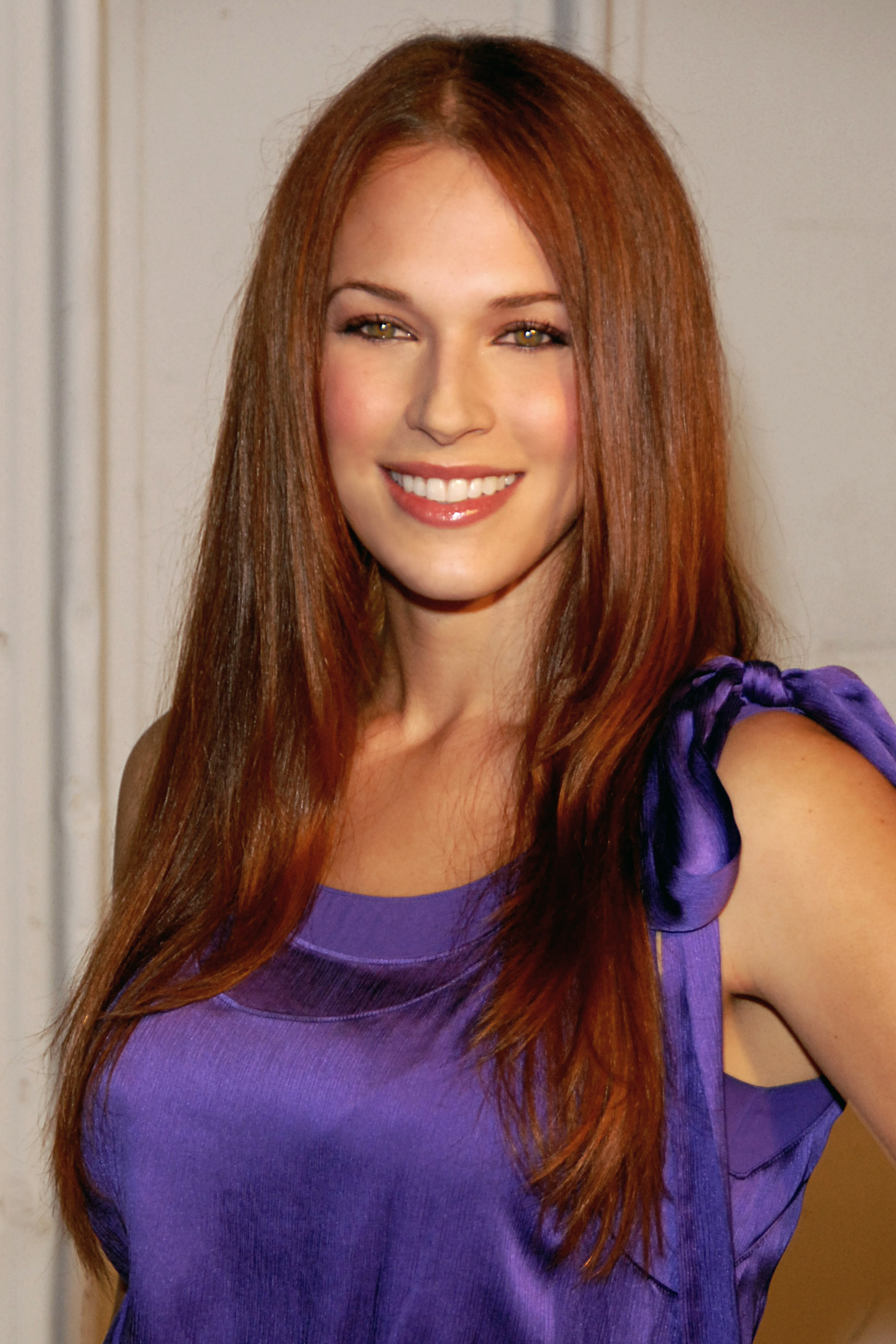
Amanda Righetti (* 1983)

- 1983: Amanda Righetti, US-amerikanische Schauspielerin
- 1984: John Bowler, US-amerikanischer Basketballspieler
- 1984: Christian Clauß, deutscher Schauspieler
- 1984: Ryan Dingle, US-amerikanischer Basketballspieler
- 1984: Thomas Lövkvist, schwedischer Radrennfahrer
- 1984: Adam Rybakowicz, polnischer Politiker
- 1984: Anja Stadlober, österreichische Synchronsprecherin
- 1984: Mathieu Tschantré, Schweizer Eishockeyspieler
- 1984: Arkadi Arkadjewitsch Wjattschanin, russischer Schwimmer
- 1985: Jennifer Dessin-Brasching, deutsche Tänzerin und Schauspielerin
- 1985: Rudy Fernández, spanischer Basketballspieler
- 1985: Dudi Sela, israelischer Tennisspieler
- 1985: Nahla Ramadan, ägyptische Gewichtheberin
- 1986: Cyndie Allemann, Schweizer Rennfahrerin
- 1986: Bevan Calvert, australischer Handballspieler
- 1986: Kristian Ipša, kroatischer Fußballspieler
- 1986: Rachel Korine, US-amerikanische Schauspielerin
- 1986: Maurice Manificat, französischer Skilangläufer
- 1986: Aiden McGeady, irischer Fußballspieler
- 1986: Julian Musiol, deutscher Skispringer
- 1987: Francesco Castellacci, italienischer Automobilrennfahrer
- 1987: Sami Khedira, deutscher Fußballspieler
- 1988: Mauro Formica, argentinischer Fußballspieler
- 1988: Maggie Geha, US-amerikanische Schauspielerin
- 1988: Nadine Keßler, deutsche Fußballspielerin
- 1989: Vurnon Anita, niederländischer Fußballspieler
- 1989: Chris Herd, australischer Fußballspieler

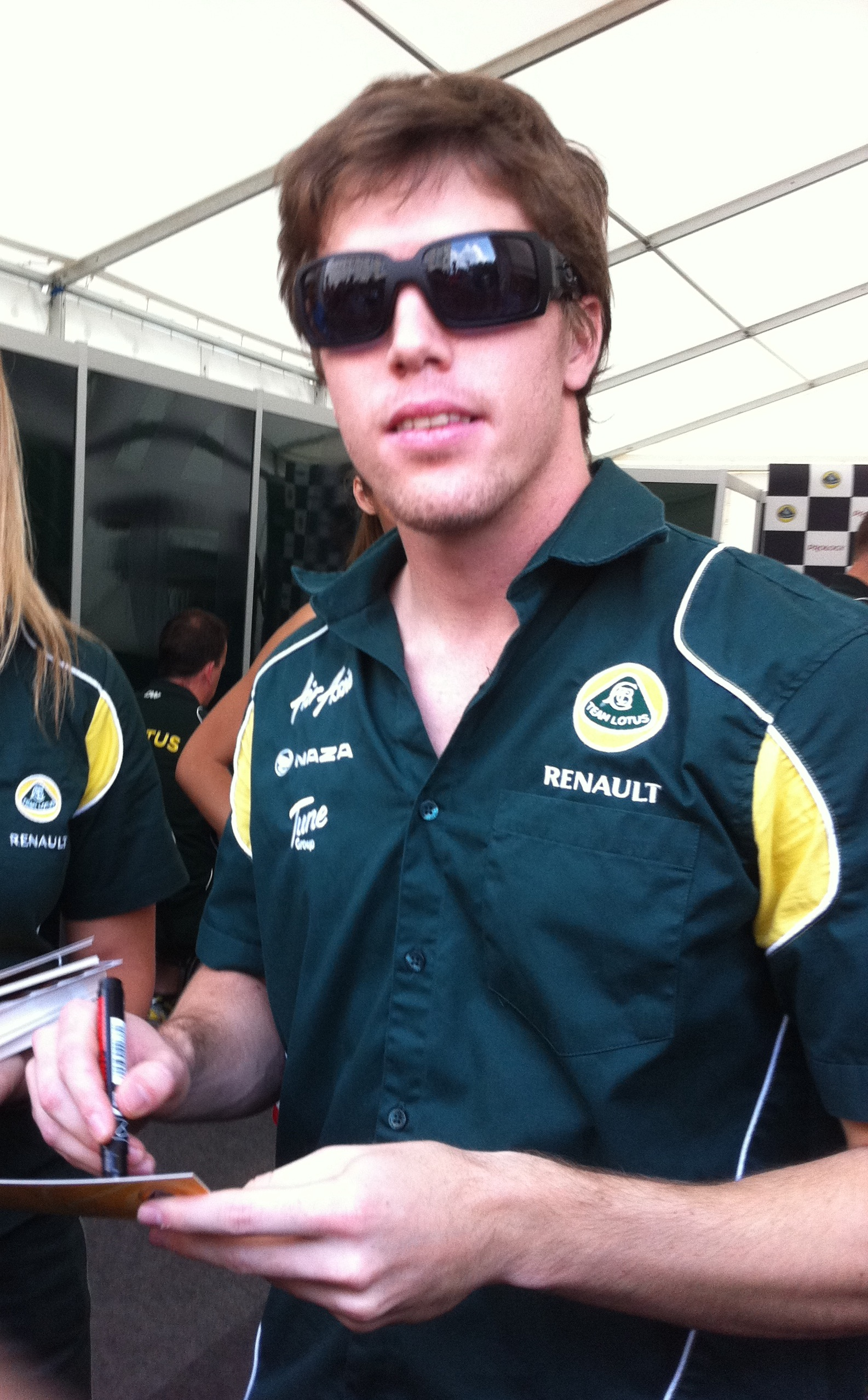
Luiz Razia (* 1989)

- 1989: Luiz Razia, brasilianischer Rennfahrer
- 1989: Marvin Weinberger, österreichischer Fußballspieler
- 1990: Steffen Fäth, deutscher Handballspieler
- 1990: David Mitchell, schottischer Fußballspieler
- 1990: Marc Vales, andorranischer Fußballspieler
- 1991: Jamie Lynn Spears, US-amerikanische Sängerin und Schauspielerin
- 1991: Christian Ramirez, US-amerikanischer Fußballspieler
- 1991: Marlon Stöckinger, philippinischer Rennfahrer
- 1992: Tahnee Schaffarczyk, besser bekannt als Tahnee, deutsche Stand-up-Comedienne
- 1992: Nathan Trent, österreichischer Sänger
- 1992: Alexa Nikolas, US-amerikanische Schauspielerin
- 1992: Daniel Theis, deutscher Basketballspieler
- 1993: Daniela Bobadilla, kanadische Schauspielerin
- 1993: Daniel Meier, österreichischer Skirennläufer
- 1996: Austin Mahone, US-amerikanischer Sänger
- 1996: Jannik Steimle, deutscher Radrennfahrer
- 1996: Jeanne Goursaud, deutsch-französische Schauspielerin
- 1996: Gustav Schmidt, deutscher Schauspieler
- 1998: Ayliva, deutsche Sängerin
- 1998: Rebecca Langrehr, deutsche Moderne Fünfkämpferin
- 1999: Keely Cashman, US-amerikanische Skirennläuferin
- 1999: Ron-Thorben Hoffmann, deutscher Fußballspieler
- 2000: Malte Stefansson, schwedischer Biathlet

### 21. Jahrhundert
- 2001: Angelo Stiller, deutscher Fußballspieler
- 2002: Daniel Grassl, italienischer Eiskunstläufer
- 2003: Harvey Elliott, englischer Fußballspieler
- 2005: Filippo Farioli, italienischer Motorradrennfahrer

## Gestorben

### Vor dem 16. Jahrhundert
- 0397: Ambrosius von Mailand, Bischof und Kirchenlehrer
- 0636: Isidor von Sevilla, Bischof und Kirchenlehrer
- 0896: Formosus, Papst
- 0991: Reginold, Bischof von Eichstätt
- 1139: Euphemia von Kiew, Königin von Ungarn
- 1181: Romuald von Salerno, Geschichtsschreiber und Erzbischof von Salerno
- 1186: Udo II. von Veldenz, Bischof von Naumburg
- 1242: Engelhard, Bischof von Naumburg
- 1244: Henrik Harpestræng, dänischer Autor botanischer und medizinischer Schriften
- 1266: Johann I., gemeinsam mit seinem Bruder Markgraf von Brandenburg
- 1282: Bernhard Ayglerius, Abt und theologischer Schriftsteller
- 1284: Alfons X., König von Kastilien und Leon
- 1292: Nikolaus IV., Papst
- 1335: Markward von Jesowe, Bischof von Ratzeburg
- 1361: Albrecht der Schöne, Burggraf von Nürnberg
- 1373: Johann von Luxemburg-Ligny, Bischof von Straßburg und Erzbischof von Mainz
- 1392: Jeong Mong-ju, koreanischer Politiker der Goryeo-Dynastie, Diplomat, neokonfuzianischer Philosoph, Dichter und Schriftsteller
- 1393: Florenz von Wevelinghoven, Domherr in Köln und Bischof von Münster und Utrecht
- 1406: Robert III., König von Schottland
- 1423: Tommaso Mocenigo, 1414–1423 Doge von Venedig
- 1423: Hugo von Montfort, österreichischer Dichter
- 1467: Ludwig von Erlichshausen, Hochmeister des Deutschen Ordens

### 16. und 17. Jahrhundert
- 1535: Beatrix von Baden, Markgräfin von Baden
- 1536: Friedrich II., Markgraf von Brandenburg-Ansbach und Brandenburg-Kulmbach
- 1536: Marin Sanudo, italienischer Historiker, Schriftsteller und Tagebuchschreiber
- 1538: Helena Glinskaja, Regentin von Russland, Mutter Iwans des Schrecklichen
- 1541: Daniel von Büren der Ältere, Ratsherr und Bürgermeister von Bremen
- 1543: Walther von Cronberg, Hochmeister des Deutschen Ordens
- 1566: Daniele da Volterra, italienischer Maler und Bildhauer
- 1588: Friedrich II., König von Dänemark und Norwegen
- 1589: Benedikt der Mohr, katholischer Heiliger
- 1603: Ägidius Hunnius der Ältere, deutscher lutherischer Theologe
- 1609: Christoph von Loß der Ältere, kursächsischer Hofmarschall, Reichspfennigmeister des Ober- und Niedersächsischen Reichskreises
- 1616: Pompeio Arrigoni, italienischer Kardinal

- 1617: John Napier, schottischer Mathematiker und Naturgelehrter
- 1633: Pieter Lastman, niederländischer Maler
- 1650: Wilhelm Dilich, deutscher Baumeister, Kupferstecher, Zeichner, Topograph und Militärschriftsteller
- 1656: Andreas Rivinus, deutscher Philosoph, Philologe, Mediziner und neulateinischer Dichter
- 1660: Enno Ludwig, Fürst von Ostfriesland

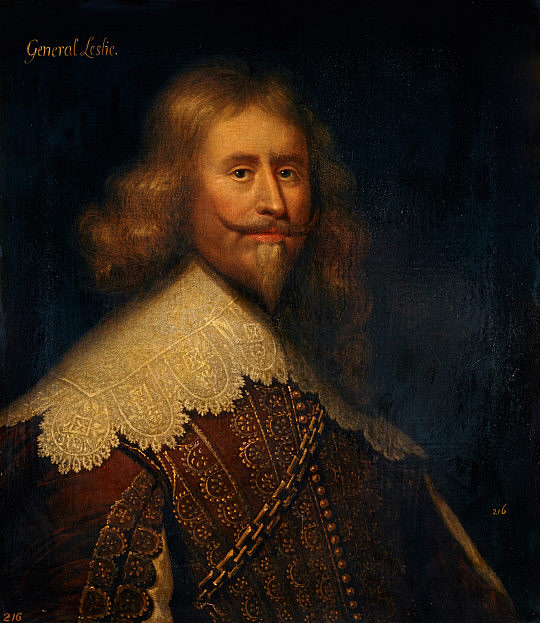
Alexander Leslie († 1661)

- 1661: Alexander Leslie, 1. Earl of Leven, schottischer Soldat
- 1669: Johann Michael Moscherosch, deutscher Staatsmann, Satiriker und Pädagoge
- 1671: Heinrich von Brockdorff, deutscher Soldat und Politiker
- 1672: Heinrich Ernst zu Stolberg, Graf von Stolberg-Wernigerode
- 1675: Zacharias Kniller, deutscher Maler
- 1694: Magdalena Sibylla von Neitschütz, Mätresse des sächsischen Kurfürsten Johann Georg IV., Reichsgräfin von Rochlitz
- 1697: Khungtaidschi Galdan, Herrscher der Dschungaren
- 1700: Heinrich von Mering, Priester und Domherr in Köln

### 18. Jahrhundert
- 1704: Johann Jakob Buxtorf, Schweizer reformierter Theologe und Orientalist
- 1705: Itō Jinsai, japanischer konfuzianischer Philosoph
- 1708: Johann Rudolf Sinner, Schweizer Staatsmann
- 1715: Emanuel von Graffenried, Schultheiss von Bern
- 1723: Friederike Henriette von Anhalt-Bernburg, Fürstin von Anhalt-Köthen
- 1724: Michael Förtsch, deutscher lutherischer Theologe
- 1757: Maurus Xaverius Herbst, Benediktiner und Abt des Klosters Plankstetten
- 1732: Johann Jacob Schoy, österreichischer Bildhauer
- 1741: Froben Ferdinand, Fürst zu Fürstenberg, kaiserlicher Prinzipalkommissar am Reichstag zu Regensburg
- 1743: Daniel Neal, englischer reformierter Geistlicher und Kirchenhistoriker
- 1748: Friedrich Grimm, deutscher Theologe und leitender Geistlicher der reformierten Landeskirche der Grafschaft Hanau-Münzenberg, Urgroßvater der Brüder Grimm
- 1757: Spencer Phips, britischer Kolonialpolitiker, Gouverneur der Province of Massachusetts Bay
- 1763: Richard Mudge, englischer Pfarrer und Komponist
- 1768: Philipp von Imhoff, braunschweig-wolfenbüttelscher Generalleutnant
- 1774: Oliver Goldsmith, irischer Schriftsteller und Arzt
- 1779: Johann Joseph Gaßner, deutsch-österreichischer Exorzist und Wunderheiler

### 19. Jahrhundert
- 1802: Wilhelm Leopold I., erster Landesherr von Lippe, der den Fürstentitel führte
- 1803: Georg Rudolf Böhmer, deutscher Mediziner und Botaniker
- 1806: Carlo Gozzi, italienischer Dramatiker
- 1806: Charles-Daniel de Meuron, Schweizer Offizier in fremden Diensten und Militärunternehmer in holländischen und britischen Diensten sowie britischer Generalleutnant
- 1807: Jérôme Lalande, französischer Mathematiker und Astronom
- 1811: Johann Caspar Häfeli, Schweizer reformierter Theologe
- 1814: Blasius Hueber, deutscher Landvermesser und Bauer

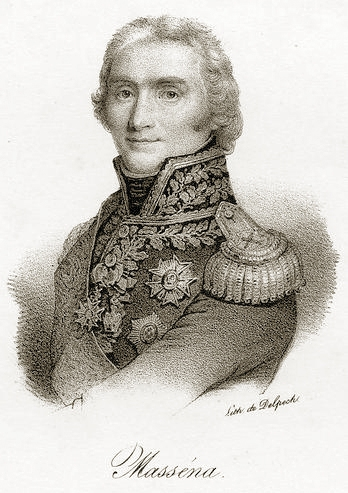
André Masséna († 1817)

- 1817: André Masséna, Marschall von Frankreich, Herzog von Rivoli
- 1823: Amalie Luise, Prinzessin und Herzogin von Arenberg
- 1824: Michael Friedländer, deutscher Mediziner
- 1833: Ferdinand Thierry, deutscher Architekt und Baumeister
- 1836ː Sophie Charlotte Elisabeth Ursinus, deutsche Serienmörderin
- 1837: Christian Ernst Stölzel, deutscher Maler, Radierer und Kupferstecher
- 1837: Ōkubo Tadazane, Daimyō von Odawara und Rōjū
- 1838: Ludwig Wachler, deutscher Literaturhistoriker
- 1841: William Henry Harrison, US-amerikanischer General und Politiker, Gouverneur von Indiana, Senator, Staatspräsident
- 1845: Friedrich Adolf Krummacher, deutscher Theologe
- 1847: Diederich Heinrich Schrader, deutscher Schwimmmeister
- 1849: August von Hartmann, württembergischer Beamter und Hochschullehrer
- 1851: Christian Wilhelm August Königsdörffer, deutscher Beamter
- 1861: Michael Aigner, österreichischer Kupferstecher
- 1864: Johann Helfrich Adami, deutscher Kaufmann und Bremer Senator
- 1868: Eduard van der Nüll, österreichischer Architekt

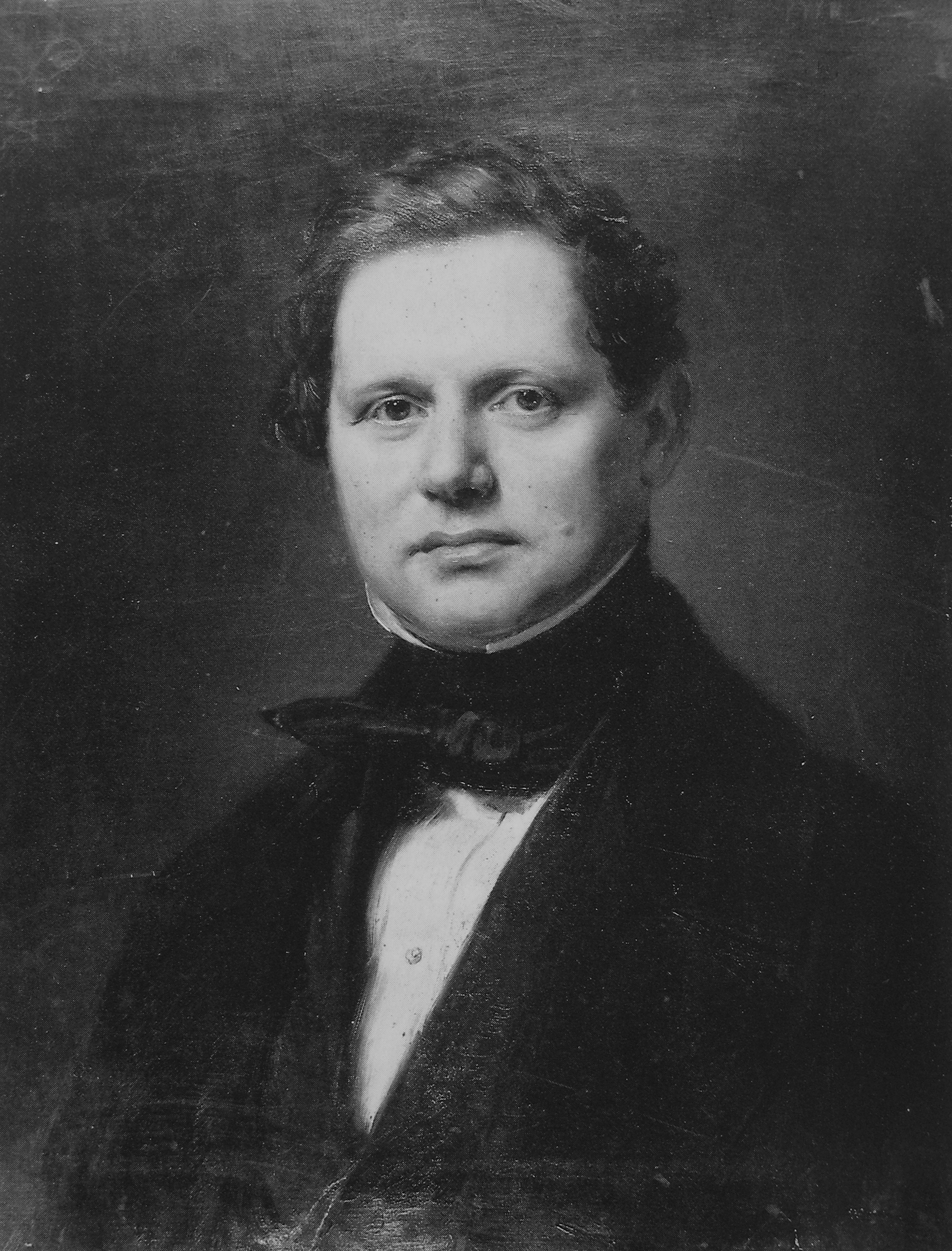
Gustav Magnus († 1870)

- 1870: Heinrich Gustav Magnus, deutscher Physiker und Chemiker
- 1871: Peter Heinrich Lambert Hess, seit 1861 Ritter von Hess, deutscher Schlachten- und Genremaler
- 1875: Karl Mauch, deutscher Afrikaforscher
- 1878: Wolf Heinrich von Baudissin, deutscher Diplomat, Schriftsteller und Übersetzer
- 1878: Buckshot Roberts, US-amerikanischer Bisonjäger, Cowboy und Rancher
- 1879: Heinrich Wilhelm Dove, deutscher Physiker und Meteorologe
- 1883: Christian Hengst, Stadtbaumeister in Durlach
- 1883: Peter Cooper, US-amerikanischer Industrieller, Erfinder und Philanthrop
- 1884: Marie Jeanneret, Schweizer Serienmörderin
- 1884: Alfred F. Russell, Präsident von Liberia
- 1886: Jewgeni Alexandrowitsch Lansere, russischer Bildhauer
- 1888: Benjamin H. Brewster, US-amerikanischer Politiker

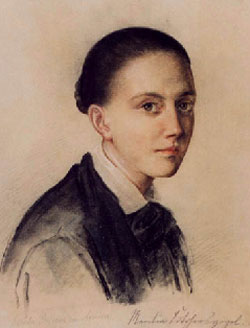
Gisela von Arnim († 1889)

- 1889: Gisela von Arnim, deutsche Schriftstellerin
- 1889: Eugen von Keyserling, estnisch-deutscher Forschungsreisender und Arachnologe
- 1890: Giovanni Corsi, italienischer Opernsänger
- 1890: Eduard Dössekel, Schweizer Jurist und Dichter
- 1892ː Marie Zedelius, deutsche Schriftstellerin
- 1893: Karl Eduard Aeschlimann, Schweizer Hofarchitekt
- 1898: Hans Bennecke deutscher Rechtswissenschaftler
- 1899: Karl zu Isenburg-Birstein, Mitglied des preußischen Herrenhauses

### 20. Jahrhundert

#### 1901–1950
- 1901: George Thomas Anderson, US-amerikanischer General
- 1902: Josef Ferch, rumäniendeutscher Komponist, Kirchenmusiker und Musikpädagoge
- 1904: Emmy Braun, pfälzische Kochbuchautorin

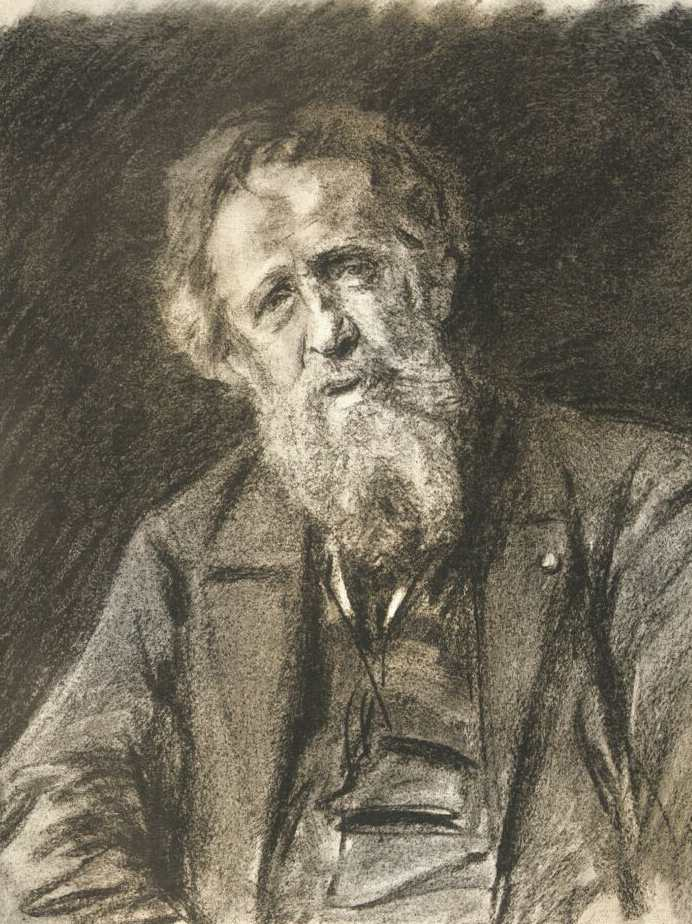
Constantin Meunier († 1905)

- 1905: Constantin Meunier, belgischer Bildhauer und Maler
- 1905: Paul von Winterfeld, deutscher Altphilologe
- 1906: Eduard Ausfeld, deutscher Archivar und Historiker
- 1909: Alexander von Berckefeldt, preußischer Offizier und Bürgermeister
- 1909: Orestes Quintana, spanischer Ruderer, Fußballspieler und -schiedsrichter
- 1909: Adolf von Sonnenthal, deutscher Schauspieler
- 1912: Charles Brantley Aycock, US-amerikanischer Politiker
- 1916: Albert Atterberg, schwedischer Chemiker und Bodenmechaniker
- 1918: Hanns von Zobeltitz, deutscher Journalist und Schriftsteller
- 1918: Hermann Cohen, deutscher Philosoph
- 1919: Francisco Marto, Zeuge einer Marienerscheinung
- 1919: William Crookes, britischer Physiker, Chemiker und Wissenschaftsjournalist
- 1923: Julius Martow, russischer Politiker
- 1925: W. W. Rouse Ball, englischer Mathematiker und Mathematikhistoriker
- 1926: Adolf Wach, deutscher Rechtswissenschaftler
- 1926: August Thyssen, deutscher Industrieller
- 1927: Albert Van Coile, belgischer Fußballspieler
- 1927: Vincent Drucci, US-amerikanischer Mafioso
- 1929: Carl Benz, deutscher Automobilbauer
- 1930: Viktoria von Baden, Königin von Schweden
- 1930: Alfred Kaiser, Schweizer Afrika- und Sinaiforscher
- 1931: George Chadwick, US-amerikanischer Komponist
- 1931: André Michelin, französischer Reifenhersteller
- 1932: Ottokar Czernin, österreichischer Politiker
- 1932: Wilhelm Ostwald, deutscher Chemiker, Nobelpreisträger
- 1933: Libero Andreotti, italienischer Bildhauer
- 1933: Otto Renois, deutscher Kommunist und Widerstandskämpfer
- 1934: Braulio Dueño Colón, puerto-ricanischer Komponist
- 1934: Pierantonio Tasca, italienischer Komponist
- 1934: Hansi Niese, österreichische Schauspielerin
- 1937: Paul Gläser, deutscher Kirchenmusiker, Komponist und Kirchenmusikdirektor
- 1937: Werner Krebs, Schweizer Unternehmer und Politiker
- 1939: Alice Hughes, englische Fotografin
- 1941: Emine Nazikeda, letzte Kaiserin des Osmanischen Reichs
- 1943: Raoul Laparra, französischer Komponist

Alma Rosé († 1944)

- 1944: Alma Rosé, österreichische Violinistin, Holocaustopfer
- 1944: Karel Weis, tschechischer Komponist und Musiker
- 1945: Karl Astel, deutscher „Rassenforscher“ und „Rassenhygieniker“
- 1945: Jean Burger, französischer Kommunist und Widerstandskämpfer

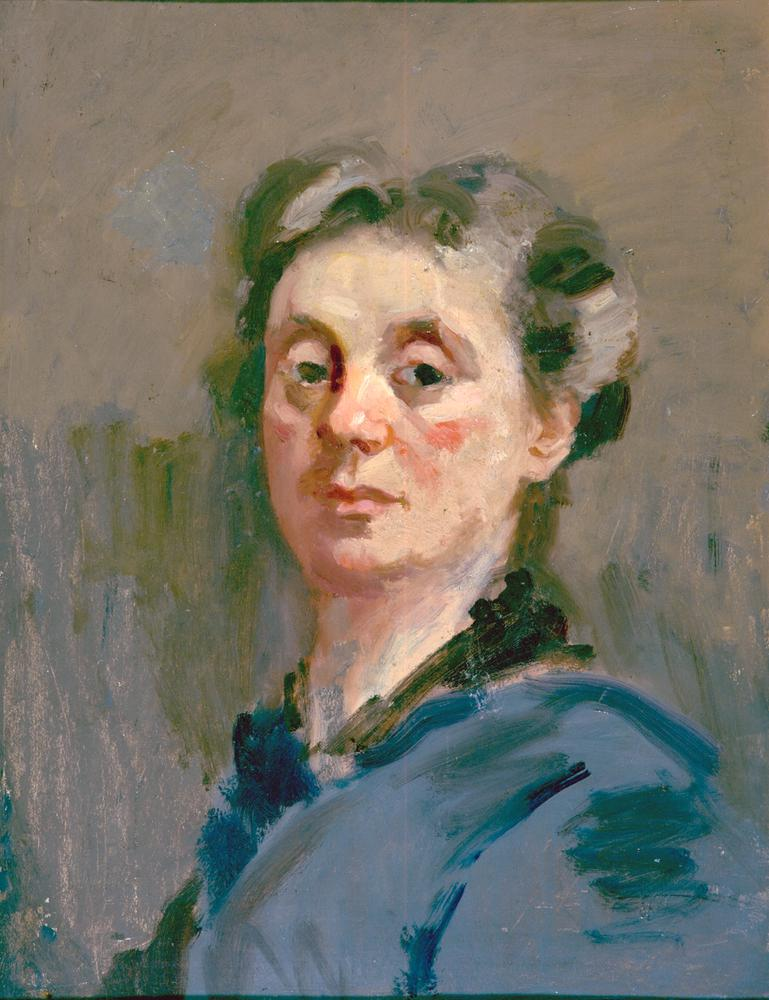
Marianne Franken († 1945)

- 1945: Marianne Franken, niederländische Malerin und NS-Opfer
- 1945: Anton Schott, österreichischer Schriftsteller
- 1946: Hans Bothmann, zweiter Leiter des Vernichtungslagers Chelmno
- 1948: George Dorrington Cunningham, englischer Organist und Musikpädagoge
- 1949: Lucas Bridges, argentinischer Schriftsteller, Ethnograph und Farmer
- 1949: John Wooley, US-amerikanischer Journalist und Autor

#### 1951–2000
- 1953: Carol II., König von Rumänien
- 1953: Ludovic Lamothe, haitianischer Pianist und Komponist
- 1954: Frederick Antal, ungarisch-britischer Kunsthistoriker
- 1956: Hans David Tobar, deutscher Autor, Schauspieler und Kabarettist
- 1957: Adolf Rading, deutscher Architekt
- 1958: Franz Eccard von Bentivegni, deutscher General, Kriegsverbrecher
- 1958: Jan Morávek, tschechischer Schriftsteller und Journalist
- 1958: María Luisa Sepúlveda, chilenische Komponistin und Musikpädagogin
- 1958: Victor Urbancic, österreichisch-isländischer Komponist, Dirigent, Pädagoge und Musikwissenschaftler
- 1959: Jan Böhm, tschechoslowakischer Rosenzüchter
- 1960: Christian Arnold, deutscher Maler
- 1964: Georg Ackermann, deutscher Politiker, MdL
- 1964ː Georgia Caine, US-amerikanische Bühnenschauspielerin
- 1966: Jimmy Daywalt, US-amerikanischer Automobilrennfahrer
- 1966: Edmond Locard, französischer Kriminalist
- 1966: Alfred Naujocks, deutscher SS-Angehöriger, Kriegsverbrecher
- 1966: Battista Pininfarina, italienischer Automobildesigner

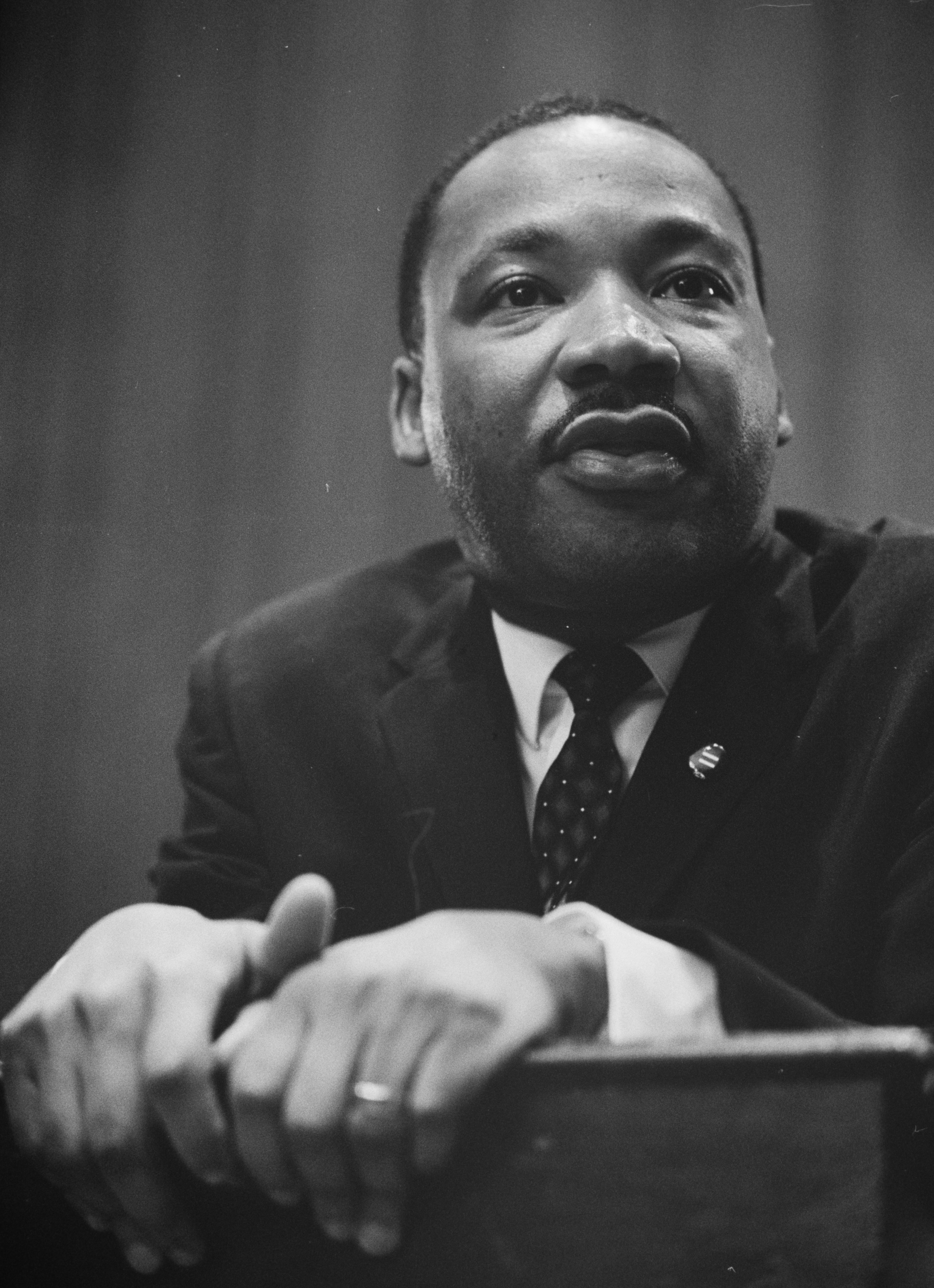
Martin Luther King († 1968)

- 1968: Martin Luther King, US-amerikanischer Baptistenpastor und Bürgerrechtler
- 1969: Alphonse Auclair, französischer Automobilrennfahrer
- 1970: Byron Foulger, US-amerikanischer Schauspieler
- 1971: Angelo Bergamonti, italienischer Motorradrennfahrer
- 1972: Stefan Wolpe, deutscher Komponist
- 1973: Carmine Gallone, italienischer Filmregisseur
- 1973: Kikuta Kazuo, japanischer Dramatiker und Schauspieler
- 1973: Friedrich Zucker, deutscher Altphilologe und Papyrologe
- 1975: Albert Chamberland, kanadischer Violinist und Komponist
- 1975: Philipp Rupprecht, deutscher Hauptzeichner der antisemitischen NS-Wochenzeitung Der Stürmer
- 1976: Harry Nyquist, US-amerikanischer Physiker
- 1977: Julius Watkins, US-amerikanischer Hornist
- 1977: Eugene Zádor, ungarisch-amerikanischer Komponist
- 1978: Josef Ausweger, österreichischer Politiker, LAbg
- 1979: Zulfikar Ali Bhutto, pakistanischer Rechtsanwalt und Politiker, Minister, Staatspräsident, Premierminister
- 1979: Gerhard Eberhard Pannenborg, deutscher Kommunalpolitiker und hauptamtlicher SS-Mitarbeiter
- 1980: Aleksander Ford, polnischer Filmregisseur
- 1981: Carl Ludwig Siegel, deutscher Mathematiker

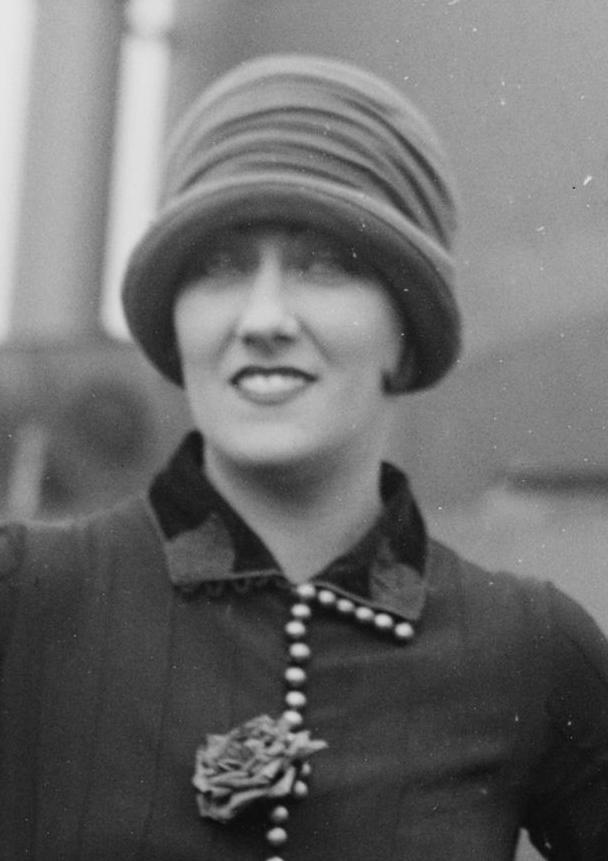
Gloria Swanson († 1983)

- 1983: Gloria Swanson, US-amerikanische Filmschauspielerin
- 1984: Oleg Konstantinowitsch Antonow, sowjetischer Flugzeug-Konstrukteur
- 1984: Scott E. Forbush, US-amerikanischer Geophysiker
- 1984: Otway Herbert, britischer Offizier
- 1987: Catherine L. Moore, US-amerikanische Science-Fiction- und Fantasy-Autorin
- 1987: Jana Obrovská, tschechoslowakische Komponistin und Musikredakteurin
- 1988: Rita Reiners, deutsche Schriftstellerin
- 1989: Keith Andrews, britischer Kunsthistoriker
- 1989: Baruch Harold Wood, englischer Schachspieler, -autor und -funktionär, Präsident der Weltfernschachbundes
- 1990: Richard Ey, deutscher Landwirt und Politiker
- 1990: Bernhard Rensch, deutscher Evolutionsbiologe
- 1990: Rudolf Stundl, österreichischer Musterentwerfer und Tapisserist
- 1990: Paul Yoder, US-amerikanischer Komponist und Professor, Dirigent und Schlagzeuger
- 1991: Edmund Adamkiewicz, deutscher Fußballspieler
- 1991: Henry John Heinz III, US-amerikanischer Politiker, Mitglied des Repräsentantenhauses, Senator

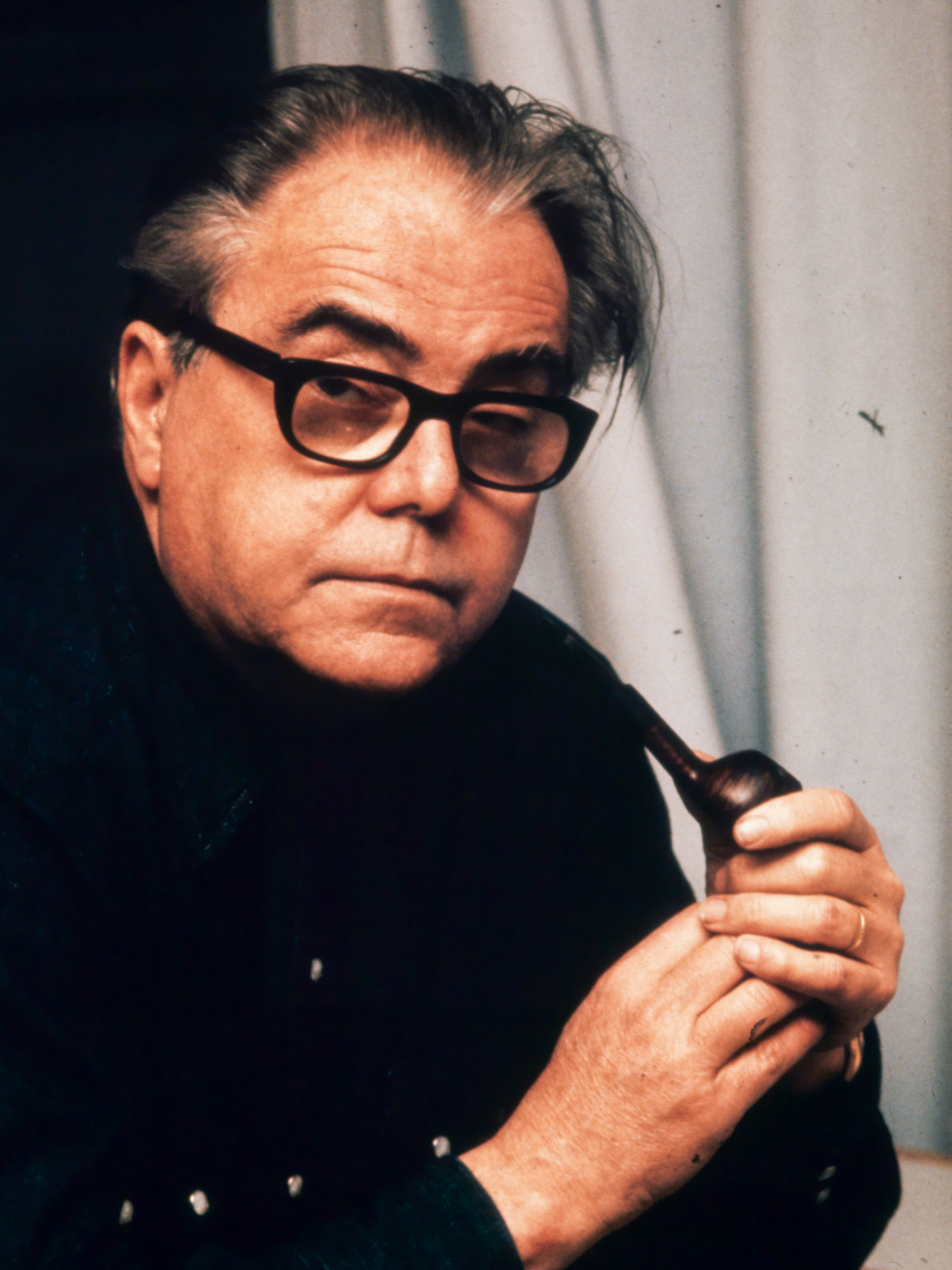
Max Frisch († 1991)

- 1991: Max Frisch, Schweizer Architekt und Schriftsteller
- 1992: Nikolai Alexandrowitsch Astrow, russischer Ingenieur
- 1992: Salgueiro Maia, portugiesischer Offizier, maßgeblich Beteiligter an der Nelkenrevolution
- 1992: Samuel Reshevsky, US-amerikanischer Schachspieler, Großmeister
- 1993: Alfred Mosher Butts, US-amerikanischer Architekt und Spieleautor
- 1993: Albert Tadros, ägyptischer Basketballspieler
- 1994: Kurt Meisel, österreichischer Schauspieler und Regisseur
- 1995: Hubert Armbruster, deutscher Jurist und Professor
- 1995: Frances Ellen Baker, US-amerikanische Mathematikerin
- 1996: Barney Ewell, US-amerikanischer Leichtathlet, Olympiasieger
- 1997: Jon Eardley, US-amerikanischer Jazztrompeter
- 1997: Sugimura Haruko, japanische Schauspielerin
- 1998: Kate Bosse-Griffiths, deutsch-walisische Ägyptologin und kymrische Schriftstellerin
- 1998: Pierre Lantier, französischer Komponist
- 1999: Kurt Asendorf, deutscher Autor und Heimatforscher
- 1999: Faith Domergue, US-amerikanische Schauspielerin
- 2000: Yüksel Alkan, türkischer Fußballtorhüter

### 21. Jahrhundert
- 2001: Ingeborg Meyer-Rey, deutsche Illustratorin
- 2003: Helmut Knochen, stellvertretender Kommandeur der Sicherheitspolizei und des Sicherheitsdienstes in Paris
- 2004: Georges Auclair, französischer Journalist und Schriftsteller
- 2004: Nikita Wladimirowitsch Bogoslowski, russischer Komponist, Dirigent, Pianist, Musikpublizist, Autor und Humorist
- 2004: Pierre Koenig, US-amerikanischer Architekt
- 2006: Eckhard Dagge, deutscher Boxer und Boxtrainer, Weltmeister
- 2006: Jürgen Echternach, deutscher Politiker, MdHB, MdB, Parlamentarischer Staatssekretär, Bundesminister

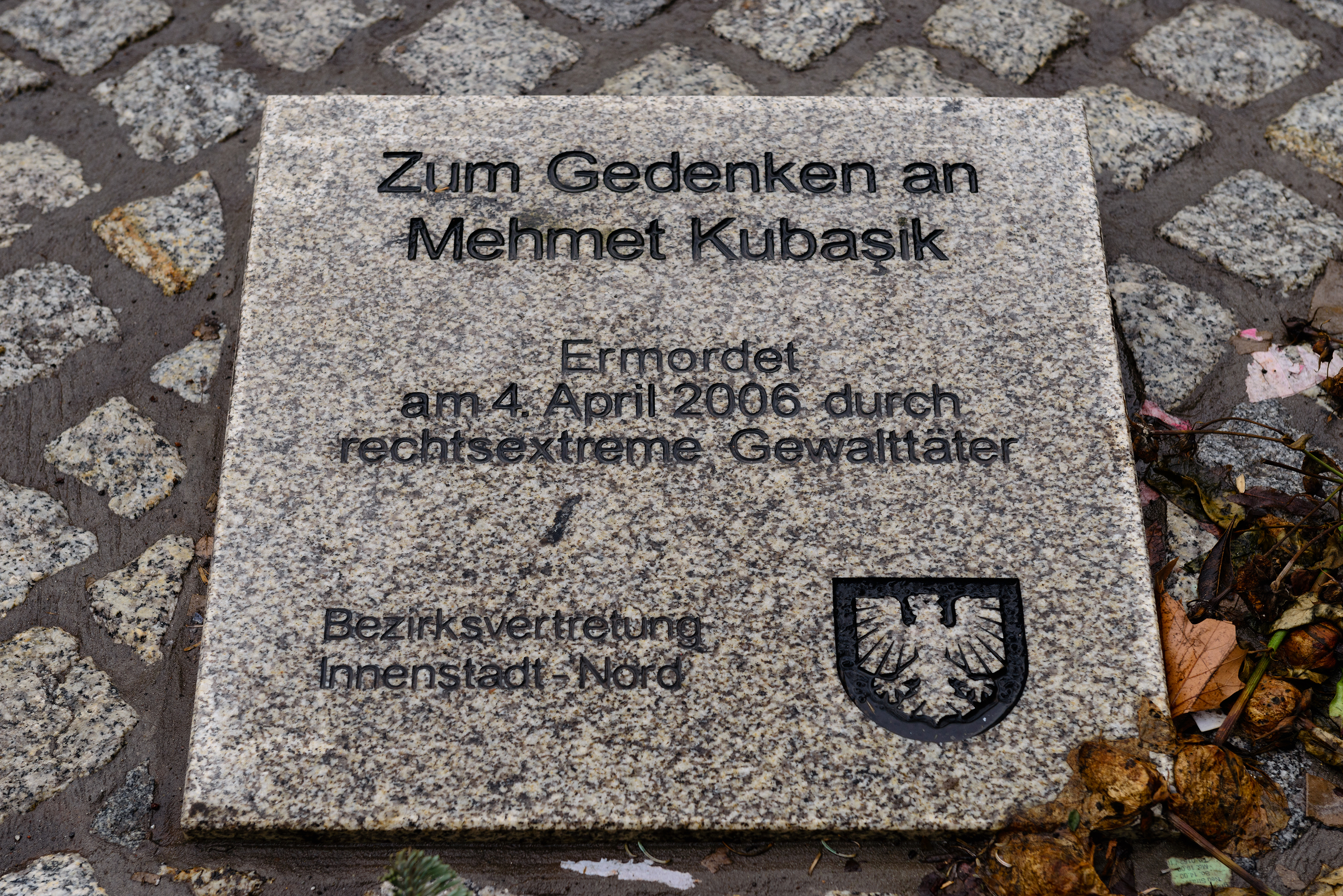
Gedenktafel Mehmet Kubaşık († 2006)

- 2006: Mehmet Kubaşık, deutsch-kurdischer Einzelhändler; Mordopfer des NSU
- 2006: Kabir Stori, paschtunischer Dichter und Schriftsteller
- 2006: Jürgen Thorwald, deutscher Schriftsteller
- 2008: Irene Fleiss, österreichische Genderforscherin und Schriftstellerin

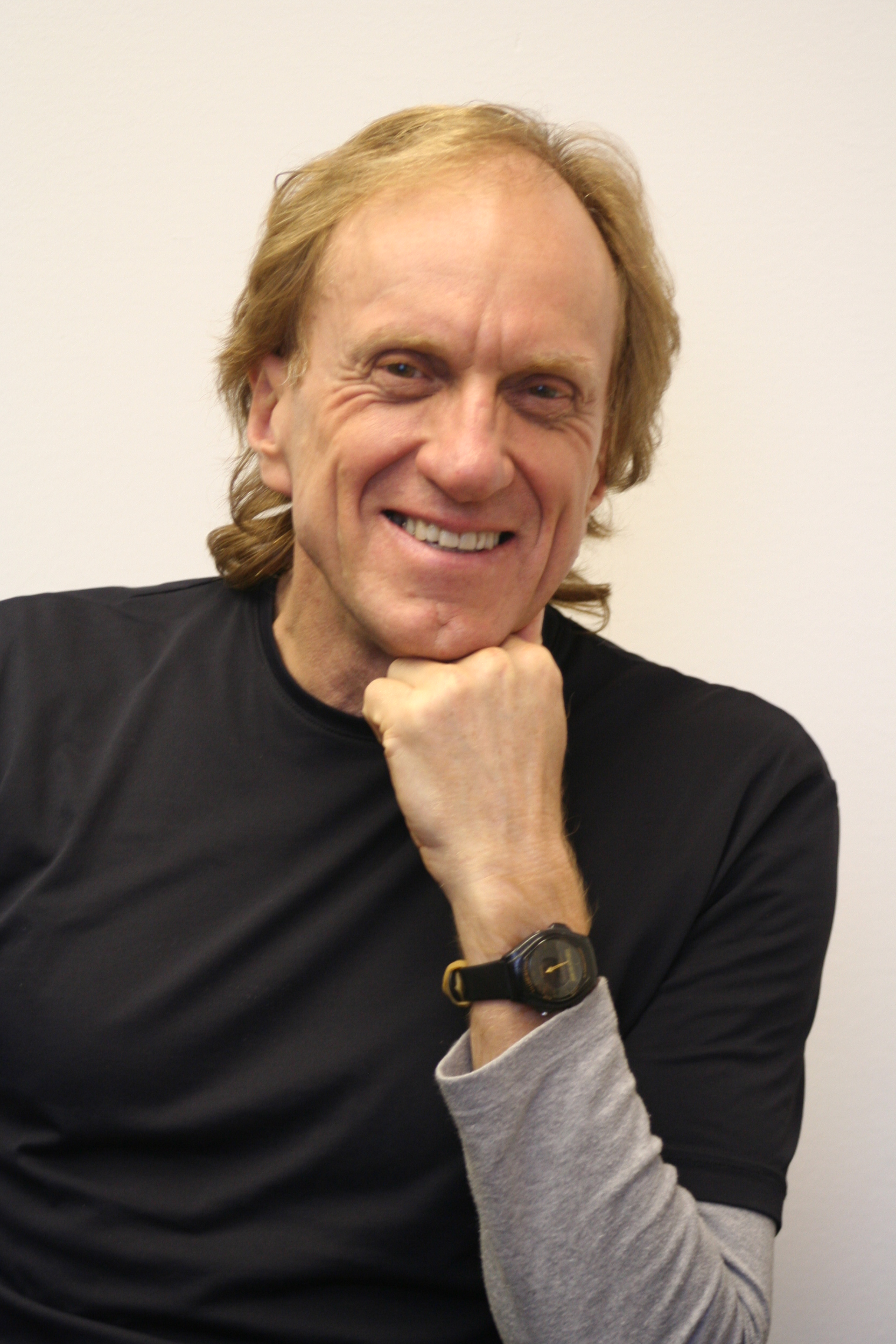
Michael White († 2008)

- 2008: Michael White, australischer Psychotherapeut
- 2009: Alexander Iljinskij, deutscher Theaterintendant
- 2011: John Adler, US-amerikanischer Politiker, Mitglied des Repräsentantenhauses
- 2011: Witta Pohl, deutsche Schauspielerin
- 2011: Bronisław Kazimierz Przybylski, polnischer Komponist und Musikpädagoge
- 2012: Claude Miller, französischer Filmregisseur
- 2012: Frithjof Hoffmann, deutscher Schauspieler und Sänger
- 2013: Roger Ebert, US-amerikanischer Filmkritiker
- 2014: İsmet Atlı, türkischer Ringer, Olympiasieger
- 2014: José Aguilar Pulsán, kubanischer Boxer, Olympiamedaillengewinner
- 2014: Anja Niedringhaus, deutsche Fotojournalistin
- 2015: Klaus Rifbjerg, dänischer Schriftsteller
- 2016: Ida Valeton, deutsche Geologin
- 2017: Karl Stotz, österreichischer Fußballspieler und -trainer
- 2017: Frank Dammann, deutscher Handballspieler
- 2018: Ray Wilkins, britischer Fußballspieler und -trainer
- 2019: Heinz Brinkmann, deutscher Dokumentarfilm-Regisseur
- 2019: Joe Quijano, puerto-ricanischer Perkussionist, Singer-Songwriter und Bandleader
- 2020: Rafael Leonardo Callejas, honduranischer Ökonom, Politiker und Sportfunktionär, Staatspräsident
- 2020: Franz Födermayr, österreichischer Musikwissenschaftler
- 2021: Robert Mundell, kanadischer Volkswirt
- 2022: John McNally, irischer Boxer
- 2022: Petar Skansi, jugoslawischer Basketballspieler und -trainer
- 2022: Juan Francisco Zanassi, argentinischer Ruderer
- 2023: Maria Sebaldt, deutsche Schauspielerin
- 2023: Sven Walser, deutscher Schauspieler
- 2024ː Lynne Reid Banks, britische Schriftstellerin
- 2024ː Lucie Neudecker, österreichische Schauspielerin
- 2024: Vytautė Žilinskaitė, litauische Satirikerin und Schriftstellerin
- 2025ː Larissa Lwowna Maximowa, russische Mathematikerin

## Feier- und Gedenktage
- Kirchliche Gedenktage
  - Hl. Ambrosius von Mailand, römischer Imker, Politiker und Theologe, Kirchenvater und Bischof (evangelisch, römisch-katholisch)
  - Hl. Benedikt der Mohr, italienischer Ordensoberer (römisch-katholisch, evangelisch: ELCA)
  - Martin Luther King, US-amerikanischer Pfarrer, Bürgerrechtler, Friedensnobelpreisträger und Märtyrer (evangelisch)
  - Hl. Isidor von Sevilla, westgotischer Autor und Theologe, Kirchenvater und Bischof (katholisch)

Weitere Einträge enthält die Liste von Gedenk- und Aktionstagen.